# Championnat du monde de hockey sur glace 2013
Navigation
Finlande et Suède 2012 Biélorussie 2014
Le 77e championnat du monde de hockey sur glace se dispute en Suède et en Finlande du 3 mai au 19 mai 2013 dans les villes de Stockholm et Helsinki. Il est remporté par la Suède, qui bat la Suisse en finale. La Suède remporte ainsi son neuvième titre mondial et devient la première nation hôte à être championne du monde depuis l'Union soviétique en 1986. La Suisse, qui dispute la première finale de son histoire, remporte sa deuxième médaille d'argent après celle de 1935 et sa première médaille depuis 1953,.

## Élite

### Patinoires
| Ericsson Globe Capacité : 13 850 | Hartwall Arena Capacité : 13 506 |
| -------------------------------- | -------------------------------- |
|                                  |                                  |
| Stockholm                        | Helsinki                         |

### Tour préliminaire

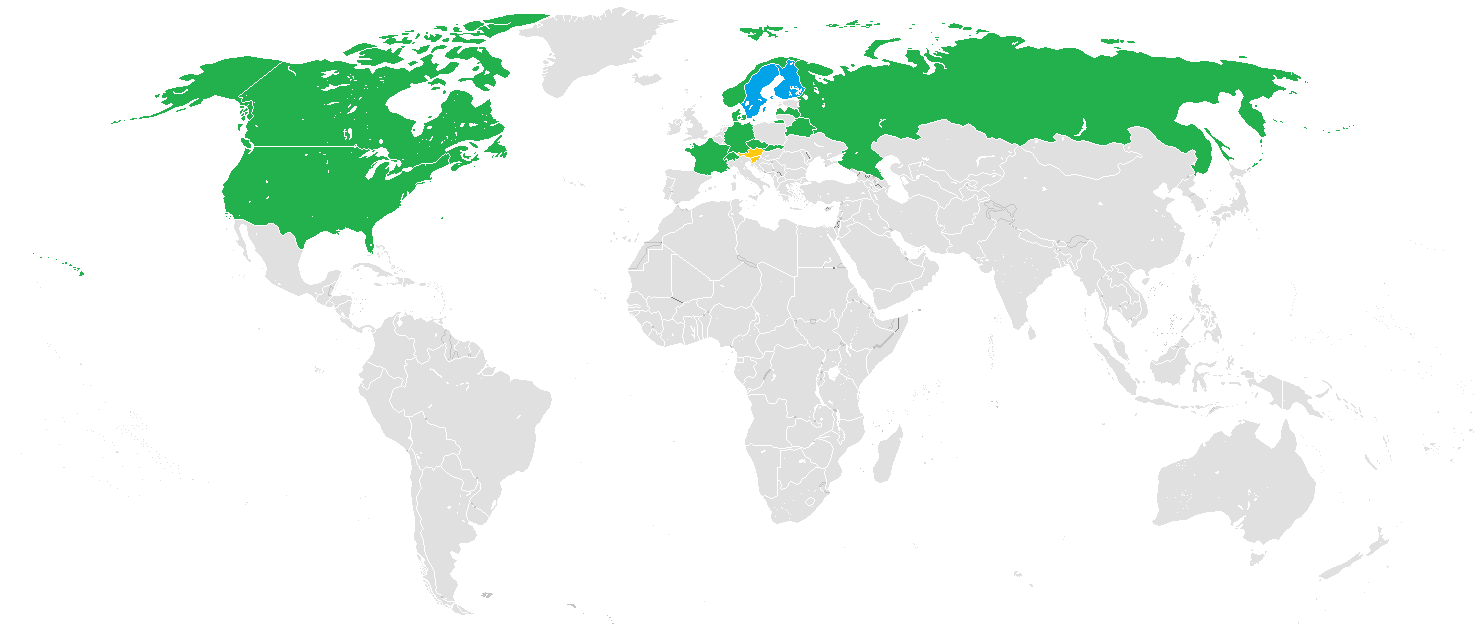
Carte des pays participants. Les pays organisateurs sont en bleu et les pays promus de la division 1 sont en jaune.

Le groupe principal regroupe seize équipes, réparties en deux groupes de huit (de A à B). Le dernier de chaque groupe est relégué en Division 1A pour l'édition 2014. Les quatre premiers de chaque poule sont qualifiés pour les quarts de finale.

Les équipes sont (entre parenthèses le classement IIHF) :
| Groupe A (Stockholm) - Tchéquie (3) - Suède (4) - Canada (5) - Norvège (8) - Suisse (9) - Danemark (12) - Biélorussie (13) - Slovénie (18) | Groupe B (Helsinki) - Russie (1) - Finlande (2) - Slovaquie (6) - États-Unis (7) - Allemagne (10) - Lettonie (11) - France (14) - Autriche (15) |

#### Groupe A (Stockholm)

##### Matchs
| 3 mai 2013 | Tchéquie | 2-0 (1-0, 0-0, 1-0) | Biélorussie | Ericsson Globe, Stockholm 5 127 spectateurs |

| Feuille de match | Feuille de match                                                                                          | Feuille de match | Feuille de match | Feuille de match                                                               |
| ---------------- | --- | ---------------- | ---------------- | ------------------------------------------------------------------------------ |
|                  | J. Voráček (R. Vrbata, Z. Michálek) — 11 min 3 s (2 SN) R. Vrbata (M. Hanzal, L. Šmíd) — 49 min 57 s (SN) | 1–0 2–0          |                  | Arbitrage : Keith Kaval Daniel Piechaczek André Schrader Christopher Woodworth |
| Alexander Salák  | Gardiens                                                                                                  | Vitali Belinski  |                  | Arbitrage : Keith Kaval Daniel Piechaczek André Schrader Christopher Woodworth |
| 6 min            | Pénalités                                                                                                 | 14 min           |                  | Arbitrage : Keith Kaval Daniel Piechaczek André Schrader Christopher Woodworth |
| 36               | Tirs | 21               |                  | Arbitrage : Keith Kaval Daniel Piechaczek André Schrader Christopher Woodworth |

| 3 mai 2013 | Suède | 2-3 (0-0, 1-2, 1-1) | Suisse | Ericsson Globe, Stockholm 12 500 spectateurs |

| Feuille de match | Feuille de match                                                                                                 | Feuille de match    | Feuille de match | Feuille de match                                                |
| ---------------- | --- | ------------------- | --- | --------------------------------------------------------------- |
|                  | J. Fransson (N. Danielsson, L. Eriksson) — 38 min 10 s (2 SN) S. Hjalmarsson (H. Tallinder) — 59 min 38 s (2 SN) | 0–1 0–2 1–2 1–3 2–3 | M. Bieber (J. Walker, E. Blum) — 22 min 52 s N. Niederreiter (M. Plüss) — 28 min 17 s R. Gardner — 59 min 27 s (CV) | Arbitrage : Ian Croft Jyri Rönn Sakari Suominen Miroslav Valach |
| Jacob Markström  | Gardiens | Martin Gerber       | | Arbitrage : Ian Croft Jyri Rönn Sakari Suominen Miroslav Valach |
| 10 min           | Pénalités | 14 min              | | Arbitrage : Ian Croft Jyri Rönn Sakari Suominen Miroslav Valach |
| 31               | Tirs | 24                  | | Arbitrage : Ian Croft Jyri Rönn Sakari Suominen Miroslav Valach |

| 4 mai 2013 | Norvège | 3-1 (2-1, 0-0, 1-0) | Slovénie | Ericsson Globe, Stockholm 3 832 spectateurs |

| Feuille de match | Feuille de match | Feuille de match | Feuille de match                   | Feuille de match                                                    |
| ---------------- | --- | ---------------- | ---------------------------------- | ------------------------------------------------------------------- |
|                  | A. Bastiansen (K A. Olimb) — 1 min 2 s A. Bastiansen (M. Olimb, K A. Olimb) — 14 min 3 s M. Hansen (K. Forsberg) — 59 min 55 s (CV) | 1–0 2–0 2–1 3–1  | Z. Jeglič (R. Tičar) — 19 min 43 s | Arbitrage : Vladimír Baluška Keith Kaval Jimmy Dahmen Pierre Dehaen |
| Lars Haugen      | Gardiens | Robert Kristan   |                                    | Arbitrage : Vladimír Baluška Keith Kaval Jimmy Dahmen Pierre Dehaen |
| 8 min            | Pénalités | 10 min           |                                    | Arbitrage : Vladimír Baluška Keith Kaval Jimmy Dahmen Pierre Dehaen |
| 25               | Tirs | 22               |                                    | Arbitrage : Vladimír Baluška Keith Kaval Jimmy Dahmen Pierre Dehaen |

| 4 mai 2013 | Canada | 3-1 (0-1, 2-0, 1-0) | Danemark | Ericsson Globe, Stockholm 5 577 spectateurs |

| Feuille de match | Feuille de match                                                             | Feuille de match | Feuille de match                                  | Feuille de match                                                                 |
| ---------------- | ---------------------------------------------------------------------------- | ---------------- | ------------------------------------------------- | -------------------------------------------------------------------------------- |
|                  | M. Duchene — 30 min 15 s S. Stamkos — 31 min 6 s (SN) M.Duchene — 47 min 3 s | 0–1 1–1 2–1 3–1  | M. Green (K. Staal, D. Nielsen) — 4 min 50 s (SN) | Arbitrage : Lars Brüggemann Daniel Piechaczek Sergueï Chelianine Sakari Suominen |
| Devan Dubnyk     | Gardiens                                                                     | Simon Nielsen    |                                                   | Arbitrage : Lars Brüggemann Daniel Piechaczek Sergueï Chelianine Sakari Suominen |
| 6 min            | Pénalités                                                                    | 12 min           |                                                   | Arbitrage : Lars Brüggemann Daniel Piechaczek Sergueï Chelianine Sakari Suominen |
| 37               | Tirs                                                                         | 25               |                                                   | Arbitrage : Lars Brüggemann Daniel Piechaczek Sergueï Chelianine Sakari Suominen |

| 4 mai 2013 | Tchéquie | 1-2 (0-1, 1-1, 0-0) | Suède | Ericsson Globe, Stockholm 12 500 spectateurs |

| Feuille de match | Feuille de match                                     | Feuille de match | Feuille de match                                                                                               | Feuille de match                                                                 |
| ---------------- | ---------------------------------------------------- | ---------------- | --- | -------------------------------------------------------------------------------- |
|                  | J. Hudler (J. Voracek, J. Tlusty) — 32 min 40 s (SN) | 0–1 0–2 1–2      | J. Ericsson (M. Thornberg, C. Jarnkrok) — 10 min 14 s H. Tallinder (J. Lundqvist, E. Gustafsson) — 23 min 38 s | Arbitrage : Viatcheslav Boulanov Konstantin Olenine Chris Carlson André Schrader |
| Alexander Salák  | Gardiens                                             | Jhonas Enroth    | | Arbitrage : Viatcheslav Boulanov Konstantin Olenine Chris Carlson André Schrader |
| 8 min            | Pénalités                                            | 20 min           | | Arbitrage : Viatcheslav Boulanov Konstantin Olenine Chris Carlson André Schrader |
| 18               | Tirs                                                 | 39               | | Arbitrage : Viatcheslav Boulanov Konstantin Olenine Chris Carlson André Schrader |

| 5 mai 2013 | Biélorussie | 4-3 (1-1, 1-0, 2-2) | Slovénie | Ericsson Globe, Stockholm 1 411 spectateurs |

| Feuille de match | Feuille de match | Feuille de match            | Feuille de match | Feuille de match                                                               |
| ---------------- | --- | --------------------------- | --- | ------------------------------------------------------------------------------ |
|                  | I. Kaznadeï (A. Kitarov, A. Koulakov) – 17:19 A. Kitarov (D. Melechko) – 29:44 A. Filitchkine (A. Stas) (SN) – 43:57 A. Ougarov (I. Kaznadeï, I. Kovyrchine) – 55:19 | 0–1 1–1 2–1 2–2 3–2 3–3 4–3 | 13:28 – T. Razingar (R. Pajič, G. Kopitar) 41:06 – M. Rodman (D. Rodman) 54:52 – R. Sabolič (Ž. Jeglič, R. Tičar) (SN) | Arbitrage : Lars Brüggemann Viatcheslav Boulanov Pierre Dehaen Miroslav Valach |
| Vitali Belinski  | Gardiens | Robert Kristan              | | Arbitrage : Lars Brüggemann Viatcheslav Boulanov Pierre Dehaen Miroslav Valach |
| 4 min            | Pénalités | 6 min                       | | Arbitrage : Lars Brüggemann Viatcheslav Boulanov Pierre Dehaen Miroslav Valach |
| 17               | Tirs | 30                          | | Arbitrage : Lars Brüggemann Viatcheslav Boulanov Pierre Dehaen Miroslav Valach |

| 5 mai 2013 | Suisse | 3-2 (TB) (1-0, 0-1, 1-1, 0-0, 1-0) | Canada | Ericsson Globe, Stockholm 6 107 spectateurs |

| Feuille de match | Feuille de match                                                                 | Feuille de match    | Feuille de match                                                    | Feuille de match                                                                         |
| ---------------- | -------------------------------------------------------------------------------- | ------------------- | ------------------------------------------------------------------- | ---------------------------------------------------------------------------------------- |
|                  | D. Hollenstein (J. Walker, M. Trachsler) – 13:11 N. Niederreiter – 53:14 R. Suri | 1–0 1–1 1–2 2–2 3-2 | 34:33 – A. Ladd (L. Schenn, S. Stamkos) 47:35 – M. Read (J. Eberle) | Arbitrage : Vladimír Baluška Konstantin Olenine Sergueï Chelianine Christopher Woodworth |
| Martin Gerber    | Gardiens                                                                         | Mike Smith          |                                                                     | Arbitrage : Vladimír Baluška Konstantin Olenine Sergueï Chelianine Christopher Woodworth |
| 6 min            | Pénalités                                                                        | 8 min               |                                                                     | Arbitrage : Vladimír Baluška Konstantin Olenine Sergueï Chelianine Christopher Woodworth |
| 29               | Tirs                                                                             | 21                  |                                                                     | Arbitrage : Vladimír Baluška Konstantin Olenine Sergueï Chelianine Christopher Woodworth |

| 5 mai 2013 | Norvège | 3-2 (1-0, 1-0, 1-2) | Danemark | Ericsson Globe, Stockholm 3 754 spectateurs |

| Feuille de match | Feuille de match                                                                                            | Feuille de match    | Feuille de match                                                                               | Feuille de match                                           |
| ---------------- | --- | ------------------- | ---------------------------------------------------------------------------------------------- | ---------------------------------------------------------- |
|                  | M. Trygg (M. Olimb) – 01:03 A. Bastiansen (M. Ask, A. Bonsaksen) – 37:05 P. Thoresen (P-Å. Skrøder) – 57:28 | 1–0 2–0 2–1 2–2 3–2 | 45:09 – S. Lassen (Mi. Bødker, M. Christensen) 49:58 – Ma. Bødker (Mi. Bødker, M. Christensen) | Arbitrage : Ian Croft Jyri Rönn Chris Carlson Jimmy Dahmen |
| Lars Haugen      | Gardiens | Patrick Galbraith   |                                                                                                | Arbitrage : Ian Croft Jyri Rönn Chris Carlson Jimmy Dahmen |
| 14 min           | Pénalités                                                                                                   | 12 min              |                                                                                                | Arbitrage : Ian Croft Jyri Rönn Chris Carlson Jimmy Dahmen |
| 23               | Tirs | 29                  |                                                                                                | Arbitrage : Ian Croft Jyri Rönn Chris Carlson Jimmy Dahmen |

| 6 mai 2013 | Suisse | 5-2 (1-0, 1-2, 3-0) | Tchéquie | Ericsson Globe, Stockholm 3 537 spectateurs |

| Feuille de match | Feuille de match | Feuille de match            | Feuille de match                                                                      | Feuille de match                                                              |
| ---------------- | --- | --------------------------- | ------------------------------------------------------------------------------------- | ----------------------------------------------------------------------------- |
|                  | A. Ambuhl (R. Gardner, R. Josi) — 17 min 56 s (SN) N. Niederreiter (S. Moser, M. Pluss) — 26 min 36 s S. Moser (M. Pluss) — 45 min 47 s S. Bodenmann (D. Hollenstein, L. Cunti) — 53 min 22 s R. Suri (J. Walker, J. Vauclair) — 59 min 21 s (CV) | 1–0 2–0 2–1 2–2 3-2 4-2 5-2 | J. Hudler (J. Tlustý, J. Voráček) — 33 min 2 s (SN) J. Hudler (Z. Irgl) — 39 min 12 s | Arbitrage : Ian Croft Jyri Petteri Ronn Sakari Suominen Christopher Woodworth |
| Reto Berra       | Gardiens | Alexander Salák             |                                                                                       | Arbitrage : Ian Croft Jyri Petteri Ronn Sakari Suominen Christopher Woodworth |
| 6 min            | Pénalités | 4 min                       |                                                                                       | Arbitrage : Ian Croft Jyri Petteri Ronn Sakari Suominen Christopher Woodworth |
| 31               | Tirs | 39                          |                                                                                       | Arbitrage : Ian Croft Jyri Petteri Ronn Sakari Suominen Christopher Woodworth |

| 6 mai 2013 | Suède | 2-1 (0-1, 1-0, 1-0) | Biélorussie | Ericsson Globe, Stockholm 10 473 spectateurs |

| Feuille de match | Feuille de match                                                                   | Feuille de match  | Feuille de match                       | Feuille de match                                                         |
| ---------------- | ---------------------------------------------------------------------------------- | ----------------- | -------------------------------------- | ------------------------------------------------------------------------ |
|                  | O. Lindberg (S. Kronwall) — 25 min 40 s F. Pettersson (J. Lundqvist) — 51 min 36 s | 0–1 1–1 2–1       | K. Koltsov (O. Gorochko) — 17 min 34 s | Arbitrage : Keith Kaval Daniel Piechaczek André Schrader Miroslav Valach |
| Jhonas Enroth    | Gardiens                                                                           | Dmitri Miltchakov |                                        | Arbitrage : Keith Kaval Daniel Piechaczek André Schrader Miroslav Valach |
| 12 min           | Pénalités                                                                          | 14 min            |                                        | Arbitrage : Keith Kaval Daniel Piechaczek André Schrader Miroslav Valach |
| 29               | Tirs                                                                               | 21                |                                        | Arbitrage : Keith Kaval Daniel Piechaczek André Schrader Miroslav Valach |

| 7 mai 2013 | Slovénie | 2-3 (pr) (1-0, 1-1, 0-1, 0-1) | Danemark | Ericsson Globe, Stockholm 1 051 spectateurs |

| Feuille de match | Feuille de match                                                                                | Feuille de match    | Feuille de match | Feuille de match                                                                 |
| ---------------- | ----------------------------------------------------------------------------------------------- | ------------------- | --- | -------------------------------------------------------------------------------- |
|                  | R. Tičar (B. Gregorc, M. Robar) — 6 min 11 s R. Tičar (M. Robar, B. Gregorc) — 34 min 41 s (SN) | 1–0 1–1 2–1 2–2 2–3 | K. Staal (M. Lauridsen, M. Madsen) — 23 min 34 s 45:58 – M. Madsen (K. Staal, J. Jensen — 45 min 58 s (SN) M. Green (P. Larsen) — 61 min 53 s | Arbitrage : Vladimír Baluška Konstantin Olenine Pierre Dehaen Sergueï Chelianine |
| Robert Kristan   | Gardiens                                                                                        | Simon Nielsen       | | Arbitrage : Vladimír Baluška Konstantin Olenine Pierre Dehaen Sergueï Chelianine |
| 4 min            | Pénalités                                                                                       | 4 min               | | Arbitrage : Vladimír Baluška Konstantin Olenine Pierre Dehaen Sergueï Chelianine |
| 17               | Tirs                                                                                            | 25                  | | Arbitrage : Vladimír Baluška Konstantin Olenine Pierre Dehaen Sergueï Chelianine |

| 7 mai 2013 | Canada | 7-1 (4-0, 1-1, 2-0) | Norvège | Ericsson Globe, Stockholm 3 678 spectateurs |

| Feuille de match | Feuille de match | Feuille de match                | Feuille de match                                   | Feuille de match                                                             |
| ---------------- | --- | ------------------------------- | -------------------------------------------------- | ---------------------------------------------------------------------------- |
|                  | A. Ladd (S. Stamkos) — 4 min 45 s J. Skinner (S. Stamkos) — 13 min 7 s M. Duchene (J. Eberle , S. Robidas) — 16 min 57 s C. Giroux (J. Schultz , S. Stamkos) — 18 min 4 s T. Hall (J. Eberle) — 22 min 28 s S. Stamkos (C. Giroux, T. J. Brodie) — 44 min 32 s T. Hall (M. Duchene, R. O'Reilly) — 52 min 35 s | 1–0 2–0 3–0 4–0 5–0 5–1 6–1 7–1 | K A. Olimb (A. Bastiansen, M. Olimb) — 30 min 24 s | Arbitrage : Lars Brüggemann Viatcheslav Boulanov Jimmy Dahmen André Schrader |
| Devan Dubnyk     | Gardiens | Lars Volden                     |                                                    | Arbitrage : Lars Brüggemann Viatcheslav Boulanov Jimmy Dahmen André Schrader |
| 6 min            | Pénalités | 12 min                          |                                                    | Arbitrage : Lars Brüggemann Viatcheslav Boulanov Jimmy Dahmen André Schrader |
| 36               | Tirs | 14                              |                                                    | Arbitrage : Lars Brüggemann Viatcheslav Boulanov Jimmy Dahmen André Schrader |

| 8 mai 2013 | Slovénie | 1-7 (1-3, 0-3, 0-1) | Suisse | Ericsson Globe, Stockholm 2 132 spectateurs |

| Feuille de match              | Feuille de match                              | Feuille de match                | Feuille de match | Feuille de match                                                      |
| ----------------------------- | --------------------------------------------- | ------------------------------- | --- | --------------------------------------------------------------------- |
|                               | R. Pajič (Ž. Pavlin, K. Pretnar) — 6 min 13 s | 1–0 1–1 1–2 1–3 1–4 1–5 1–6 1–7 | S. Bodenmann (L. Cunti, D. Hollenstein) — 14 min 59 s L. Cunti (S. Bodenmann, D. Hollenstein) — 17 min 39 s (SN) D. Hollenstein (S. Bodenmann, L. Cunti) — 19 min 23 s (SN) D. Hollenstein (J. Vauclair, J. Walker) — 31 min 20 s S. Moser (M. Plüss, N. Niederreiter) — 35 min 2 s (SN) A. Ambühl (R. Suri) — 39 min 53 s R. Suri (A. Ambühl, R. Gardner) — 44 min 5 s | Arbitrage : Antonín Jeřábek Keith Kaval Chris Carlson Miroslav Valach |
| Andrej Hočevar Robert Kristan | Gardiens                                      | Martin Gerber                   | | Arbitrage : Antonín Jeřábek Keith Kaval Chris Carlson Miroslav Valach |
| 8 min                         | Pénalités                                     | 4 min                           | | Arbitrage : Antonín Jeřábek Keith Kaval Chris Carlson Miroslav Valach |
| 14                            | Tirs                                          | 38                              | | Arbitrage : Antonín Jeřábek Keith Kaval Chris Carlson Miroslav Valach |

| 8 mai 2013 | Norvège | 1-5 (0-2, 1-0, 0-2) | Suède | Ericsson Globe, Stockholm |

| Feuille de match | Feuille de match        | Feuille de match        | Feuille de match | Feuille de match                                                     |
| ---------------- | ----------------------- | ----------------------- | --- | -------------------------------------------------------------------- |
|                  | M. Holtet — 31 min 53 s | 0–1 0–2 1–2 1–3 1–4 1–5 | G. Landeskog (D. Axelsson, J. Fransson) — 9 min 26 s L. Eriksson (N. Persson, D. Axelsson) — 14 min A. Jämtin (J. Fransson) — 44 min 11 s E. Fälth (D. Axelsson, N. Persson) — 44 min 59 s G. Landeskog (S. Hjalmarsson, L. Eriksson) — 56 min 33 s (CV) | Arbitrage : Vladimír Baluška Matt Kirk Pierre Dehaen Sakari Suominen |
| Lars Haugen      | Gardiens                | Jacob Markström         | | Arbitrage : Vladimír Baluška Matt Kirk Pierre Dehaen Sakari Suominen |
| 16 min           | Pénalités               | 16 min                  | | Arbitrage : Vladimír Baluška Matt Kirk Pierre Dehaen Sakari Suominen |
| 21               | Tirs                    | 48                      | | Arbitrage : Vladimír Baluška Matt Kirk Pierre Dehaen Sakari Suominen |

| 9 mai 2013 | Tchéquie | 2-1 (TB) (0-0, 0-0, 1-1, 0-0, 1-0) | Danemark | Ericsson Globe, Stockholm 3 359 spectateurs |

| Feuille de match | Feuille de match                                        | Feuille de match | Feuille de match                       | Feuille de match                                                          |
| ---------------- | ------------------------------------------------------- | ---------------- | -------------------------------------- | ------------------------------------------------------------------------- |
|                  | Z. Michálek (P. Hubáček, L. Šmíd) — 45 min 53 s Z. Irgl | 1–0 1–1 2-1      | br>M. Poulsen (K. Staal) — 55 min 55 s | Arbitrage : Morgan Johansson Daniel Piechaczek Chris Carlson Jimmy Dahmen |
| Ondřej Pavelec   | Gardiens                                                | Simon Nielsen    |                                        | Arbitrage : Morgan Johansson Daniel Piechaczek Chris Carlson Jimmy Dahmen |
| 6 min            | Pénalités                                               | 14 min           |                                        | Arbitrage : Morgan Johansson Daniel Piechaczek Chris Carlson Jimmy Dahmen |
| 32               | Tirs                                                    | 19               |                                        | Arbitrage : Morgan Johansson Daniel Piechaczek Chris Carlson Jimmy Dahmen |

| 9 mai 2013 | Suède | 0-3 (0-1, 0-2, 0-0) | Canada | Ericsson Globe, Stockholm 12 500 spectateurs |

| Feuille de match              | Feuille de match | Feuille de match | Feuille de match | Feuille de match                                                                  |
| ----------------------------- | ---------------- | ---------------- | --- | --------------------------------------------------------------------------------- |
|                               |                  | 0–1 0–2 0–3      | S. Stamkos (B. Campbell, J. Schultz) — 8 min 56 s (SN) L. Schenn (M. Read, E. Staal) — 20 min 55 s J. Staal (R. O'Reilly, M. Read) — 33 min | Arbitrage : Konstantin Olenine Jyri Rönn Sergueï Chelianine Christopher Woodworth |
| Jhonas Enroth Jacob Markström | Gardiens         | Mike Smith       | | Arbitrage : Konstantin Olenine Jyri Rönn Sergueï Chelianine Christopher Woodworth |
| 8 min                         | Pénalités        | 8 min            | | Arbitrage : Konstantin Olenine Jyri Rönn Sergueï Chelianine Christopher Woodworth |
| 33                            | Tirs             | 27               | | Arbitrage : Konstantin Olenine Jyri Rönn Sergueï Chelianine Christopher Woodworth |

| 10 mai 2013 | Slovénie | 2-4 (2-2, 0-0, 0-2) | Tchéquie | Ericsson Globe, Stockholm 1 949 spectateurs |

| Feuille de match | Feuille de match                                                                        | Feuille de match        | Feuille de match | Feuille de match                                                         |
| ---------------- | --------------------------------------------------------------------------------------- | ----------------------- | --- | ------------------------------------------------------------------------ |
|                  | R. Sabolič (R. Tičar, B. Gregorc) — 6 min 21 s (SN) R. Tičar (R. Sabolič) — 11 min 47 s | 0–1 1–1 2–1 2–2 2–3 2–4 | P. Koukal — 5 min 39 s (IN) 19:17 – J. Hudler (J. Nakládal, J. Voráček) — 19 min 17 s (SN) Z. Michálek (J. Voráček) — 45 min 58 s (SN) J. Novotný (P. Hubáček, P. Čáslava) — 55 min 55 s (SN) | Arbitrage : Matt Kirk Konstantin Olenine Sakari Suominen Miroslav Valach |
| Robert Kristan   | Gardiens                                                                                | Ondřej Pavelec          | | Arbitrage : Matt Kirk Konstantin Olenine Sakari Suominen Miroslav Valach |
| 10 min           | Pénalités                                                                               | 10 min                  | | Arbitrage : Matt Kirk Konstantin Olenine Sakari Suominen Miroslav Valach |
| 25               | Tirs                                                                                    | 35                      | | Arbitrage : Matt Kirk Konstantin Olenine Sakari Suominen Miroslav Valach |

| 10 mai 2013 | Biélorussie | 1-4 (0-2, 0-1, 1-1) | Canada | Ericsson Globe, Stockholm 4 927 spectateurs |

| Feuille de match  | Feuille de match                       | Feuille de match    | Feuille de match | Feuille de match                                                     |
| ----------------- | -------------------------------------- | ------------------- | --- | -------------------------------------------------------------------- |
|                   | A. Iefimenko (A. Demkov) — 55 min 58 s | 0–1 0–2 0–3 0–4 1–4 | R. O'Reilly (J. Skinner, J. Staal) — 11 min 17 s A. Ladd (C. Giroux, J. Schultz) — 16 min 59 s (SN) S. Stamkos (C. Giroux, J. Schultz) — 25 min 27 s (SN) C. Giroux (S. Stamkos, A. Ladd) — 42 min 35 s (SN) | Arbitrage : Antonín Jeřábek Keith Kaval Pierre Dehaen André Schrader |
| Dmitri Miltchakov | Gardiens                               | Devan Dubnyk        | | Arbitrage : Antonín Jeřábek Keith Kaval Pierre Dehaen André Schrader |
| 14 min            | Pénalités                              | 8 min               | | Arbitrage : Antonín Jeřábek Keith Kaval Pierre Dehaen André Schrader |
| 10                | Tirs                                   | 37                  | | Arbitrage : Antonín Jeřábek Keith Kaval Pierre Dehaen André Schrader |

| 11 mai 2013 | Suisse | 4-1 (1-0, 1-1, 2-0) | Danemark | Ericsson Globe, Stockholm 3 543 spectateurs |

| Feuille de match | Feuille de match | Feuille de match    | Feuille de match                    | Feuille de match                                                  |
| ---------------- | --- | ------------------- | ----------------------------------- | ----------------------------------------------------------------- |
|                  | L. Cunti (S. Bodenmann, D. Hollenstein) — 1 min 55 s (SN) R. Gardner (P. von Gunten, R. Josi) — 31 min 2 s (SN) R. Suri (R. Josi, A. Ambühl) — 43 min 47 s N. Niederreiter (J. Vauclair, M. Seger) — 54 min 34 s (SN) | 1–0 2–0 2–1 3–1 4–1 | N. Jensen (S. Lassen) — 33 min 54 s | Arbitrage : Keith Kaval Matt Kirk Jimmy Dahmen Sergueï Chelianine |
| Reto Berra       | Gardiens | Patrick Galbraith   |                                     | Arbitrage : Keith Kaval Matt Kirk Jimmy Dahmen Sergueï Chelianine |
| 6 min            | Pénalités | 8 min               |                                     | Arbitrage : Keith Kaval Matt Kirk Jimmy Dahmen Sergueï Chelianine |
| 27               | Tirs | 33                  |                                     | Arbitrage : Keith Kaval Matt Kirk Jimmy Dahmen Sergueï Chelianine |

| 11 mai 2013 | Suède | 2-0 (0-0, 1-0, 1-0) | Slovénie | Ericsson Globe, Stockholm 12 500 spectateurs |

| Feuille de match | Feuille de match | Feuille de match | Feuille de match | Feuille de match                                                             |
| ---------------- | --- | ---------------- | ---------------- | ---------------------------------------------------------------------------- |
|                  | G. Landeskog (J. Fransson, P. Granberg) — 25 min 50 s F. Pettersson (S. Hjalmarsson, J. Fransson) — 42 min 51 s (SN) | 1–0 2–0          |                  | Arbitrage : Vladimír Baluška Daniel Piechaczek Pierre Dehaen Miroslav Valach |
| Jhonas Enroth    | Gardiens | Luka Gračnar     |                  | Arbitrage : Vladimír Baluška Daniel Piechaczek Pierre Dehaen Miroslav Valach |
| 8 min            | Pénalités | 12 min           |                  | Arbitrage : Vladimír Baluška Daniel Piechaczek Pierre Dehaen Miroslav Valach |
| 40               | Tirs | 21               |                  | Arbitrage : Vladimír Baluška Daniel Piechaczek Pierre Dehaen Miroslav Valach |

| 11 mai 2013 | Norvège | 3-1 (1-0, 1-0, 1-1) | Biélorussie | Ericsson Globe, Stockholm 3 115 spectateurs |

| Feuille de match | Feuille de match | Feuille de match | Feuille de match                          | Feuille de match                                                           |
| ---------------- | --- | ---------------- | ----------------------------------------- | -------------------------------------------------------------------------- |
|                  | P-Å. Skrøder ( M. Røymark, K. Forsberg) — 3 min 55 s P-Å. Skrøder ( M. Trygg, P. Thoresen) — 25 min 58 s A. Bastiansen ( K.A. Olimb) — 54 min 18 s (SN) | 1-0 2-0 3-0 3-1  | A. Koulakov ( I. Solomonov) — 58 min 27 s | Arbitrage : Morgan Johansson Jyri Rönn Chris Carlson Christopher Woodworth |
| Lars Haugen      | Gardiens | Vitali Belinski  |                                           | Arbitrage : Morgan Johansson Jyri Rönn Chris Carlson Christopher Woodworth |
| 25 min           | Pénalités | 8 min            |                                           | Arbitrage : Morgan Johansson Jyri Rönn Chris Carlson Christopher Woodworth |
| 31               | Tirs | 19               |                                           | Arbitrage : Morgan Johansson Jyri Rönn Chris Carlson Christopher Woodworth |

| 12 mai 2013 | Canada | 2-1 (1-1, 0-0, 1-0) | Tchéquie | Ericsson Globe, Stockholm 6 117 spectateurs |

| Feuille de match | Feuille de match                                                                         | Feuille de match | Feuille de match                             | Feuille de match                                                              |
| ---------------- | ---------------------------------------------------------------------------------------- | ---------------- | -------------------------------------------- | ----------------------------------------------------------------------------- |
|                  | W. Simmonds (E. Staal, S. Robinas) — 11 min 1 s (SN) J. Skinner (M. Smith) — 46 min 55 s | 1–0 1–1 2–1      | P. Koukal (M. Hanzal, J. Hejda) — 17 min 3 s | Arbitrage : Morgan Johansson Marcus Vinnerborg Andre Schrader Sakari Suominen |
| Mike Smith       | Gardiens                                                                                 | Ondřej Pavelec   |                                              | Arbitrage : Morgan Johansson Marcus Vinnerborg Andre Schrader Sakari Suominen |
| 29 min           | Pénalités                                                                                | 14 min           |                                              | Arbitrage : Morgan Johansson Marcus Vinnerborg Andre Schrader Sakari Suominen |
| 25               | Tirs                                                                                     | 31               |                                              | Arbitrage : Morgan Johansson Marcus Vinnerborg Andre Schrader Sakari Suominen |

| 12 mai 2013 | Norvège | 1-3 (0-2, 0-1, 1-0) | Suisse | Ericsson Globe, Stockholm 3 226 spectateurs |

| Feuille de match | Feuille de match                             | Feuille de match | Feuille de match | Feuille de match                                                       |
| ---------------- | -------------------------------------------- | ---------------- | --- | ---------------------------------------------------------------------- |
|                  | O-K. Tollefsen (M. Trygg) — 44 min 14 s (SN) | 0–1 0–2 0–3 1–3  | S. Moser (M. Plüss, M. Seger) — 6 min 5 s R. Josi (A. Ambühl, R. Suri) — 15 min 33 s (IN) 39:35 – P. von Gunten (A. Ambühl, R. Josi) — 39 min 35 s (SN) | Arbitrage : Martin Frano Derek Zalaski Jimmy Dahmen Sergueï Chelianine |
| Lars Haugen      | Gardiens                                     | Martin Gerber    | | Arbitrage : Martin Frano Derek Zalaski Jimmy Dahmen Sergueï Chelianine |
| 22 min           | Pénalités                                    | 16 min           | | Arbitrage : Martin Frano Derek Zalaski Jimmy Dahmen Sergueï Chelianine |
| 17               | Tirs                                         | 37               | | Arbitrage : Martin Frano Derek Zalaski Jimmy Dahmen Sergueï Chelianine |

| 13 mai 2013 | Danemark | 3-2 (2-0, 1-2, 0-0) | Biélorussie | Ericsson Globe, Stockholm 537 spectateurs |

| Feuille de match | Feuille de match | Feuille de match                  | Feuille de match                                                                         | Feuille de match                                                    |
| ---------------- | --- | --------------------------------- | ---------------------------------------------------------------------------------------- | ------------------------------------------------------------------- |
|                  | P. Larsen (K. Staal, N. Hardt) — 6 min 31 s N. Jensen (Mi. Bødker, S. Lassen) — 14 min 57 s M. Green (N. Hardt) — 27 min 3 s (IN) | 1–0 2–0 3–0 3–1 3–2               | K. Koltsov (O. Gorochko) — 32 min 10 s R. Graborenko (A. Stas, A. Ougarov) — 36 min 36 s | Arbitrage : Matt Kirk Jyri Rönn Chris Carlson Christopher Woodworth |
| Simon Nielsen    | Gardiens | Dmitri Miltchakov Vitali Belinski |                                                                                          | Arbitrage : Matt Kirk Jyri Rönn Chris Carlson Christopher Woodworth |
| 6 min            | Pénalités | 18 min                            |                                                                                          | Arbitrage : Matt Kirk Jyri Rönn Chris Carlson Christopher Woodworth |
| 33               | Tirs | 19                                |                                                                                          | Arbitrage : Matt Kirk Jyri Rönn Chris Carlson Christopher Woodworth |

| 13 mai 2013 | Canada | 4-3 (pr) (0-2, 2-1, 1-0, 1-0) | Slovénie | Ericsson Globe, Stockholm 2 184 spectateurs |

| Feuille de match | Feuille de match | Feuille de match            | Feuille de match                                                                                                   | Feuille de match                                                     |
| ---------------- | --- | --------------------------- | --- | -------------------------------------------------------------------- |
|                  | M. Duchene (J. Harrison, J. Staal) — 22 min 1 s S. Stamkos (J. Staal) — 22 min 51 s B. Dillon (T. Hall, J. Skinner) — 47 min 9 s S. Stamkos (D. Hamhuis, B. Campbell) — 63 min 36 s | 0–1 0–2 1–2 2–2 2–3 3-3 4-3 | J. Urbas (D. Rodman) — 5 min 53 s J. Urbas (D. Rodman) — 8 min 36 s T. Razingar (L. Tošić, R. Pajič) — 27 min 17 s | Arbitrage : Antonín Jeřábek Keith Kaval Pierre Dehaen André Schrader |
| Devan Dubnyk     | Gardiens | Luka Gračnar                | | Arbitrage : Antonín Jeřábek Keith Kaval Pierre Dehaen André Schrader |
| 4 min            | Pénalités | 10 min                      | | Arbitrage : Antonín Jeřábek Keith Kaval Pierre Dehaen André Schrader |
| 39               | Tirs | 20                          | | Arbitrage : Antonín Jeřábek Keith Kaval Pierre Dehaen André Schrader |

| 14 mai 2013 | Biélorussie | 1-4 (0-1, 0-0, 1-3) | Suisse | Ericsson Globe, Stockholm |

| Feuille de match | Feuille de match                                                  | Feuille de match    | Feuille de match | Feuille de match                                                                 |
| ---------------- | ----------------------------------------------------------------- | ------------------- | --- | -------------------------------------------------------------------------------- |
|                  | I. Kovyrchine (V. Andriouchtchenko, I. Chinkevitch) — 41 min 35 s | 0–1 1–1 1–2 1–3 1–4 | R. Josi — 1 min 13 s M. Bieber (R. Josi, R. Berra) — 50 min 59 s (SN) J. Walker (M. Bieber) — 54 min J. Walker — 59 min 2 s (CV) | Arbitrage : Martin Fraňo Marcus Vinnerborg Miroslav Valach Christopher Woodworth |
| Vitali Belinski  | Gardiens                                                          | Reto Berra          | | Arbitrage : Martin Fraňo Marcus Vinnerborg Miroslav Valach Christopher Woodworth |
| 6 min            | Pénalités                                                         | 8 min               | | Arbitrage : Martin Fraňo Marcus Vinnerborg Miroslav Valach Christopher Woodworth |
| 21               | Tirs                                                              | 40                  | | Arbitrage : Martin Fraňo Marcus Vinnerborg Miroslav Valach Christopher Woodworth |

| 14 mai 2013 | Tchéquie | 7-0 (3-0, 2-0, 2-0) | Norvège | Ericsson Globe, Stockholm 2 769 spectateurs |

| Feuille de match              | Feuille de match | Feuille de match            | Feuille de match | Feuille de match                                                       |
| ----------------------------- | --- | --------------------------- | ---------------- | ---------------------------------------------------------------------- |
|                               | T. Fleischmann (T. Plekanec) — 1 min 45 s (SN) T. Fleischmann (T. Plekanec, J. Tlustý) — 7 min 18 s J. Tlustý (T. Plekanec) — 11 min 27 s M. Hanzal (J. Voráček, J. Hudler) — 27 min 56 s Z. Michálek (L. Šmíd, P. Hubáček) — 39 min 59 s R. Vrbata (M. Hanzal) — 53 min 11 s Z. Irgl (J. Novotný, P. Hubáček) — 53 min 32 s | 1–0 2–0 3–0 4–0 5–0 6–0 7–0 |                  | Arbitrage : Morgan Johansson Jyri Rönn Jimmy Dahmen Sergueï Chelianine |
| Ondřej Pavelec Pavel Francouz | Gardiens | Lars Haugen Lars Volden     |                  | Arbitrage : Morgan Johansson Jyri Rönn Jimmy Dahmen Sergueï Chelianine |
| 12 min                        | Pénalités | 4 min                       |                  | Arbitrage : Morgan Johansson Jyri Rönn Jimmy Dahmen Sergueï Chelianine |
| 36                            | Tirs | 17                          |                  | Arbitrage : Morgan Johansson Jyri Rönn Jimmy Dahmen Sergueï Chelianine |

| 14 mai 2013 | Danemark | 2-4 (1-0, 1-1, 0-3) | Suède | Ericsson Globe, Stockholm 11 568 spectateurs |

| Feuille de match  | Feuille de match                                                                  | Feuille de match        | Feuille de match | Feuille de match                                                        |
| ----------------- | --------------------------------------------------------------------------------- | ----------------------- | --- | ----------------------------------------------------------------------- |
|                   | M. Madsen (K. Starkov) — 7 min 40 s K. Starkov (M. Madsen, M. Green) — 36 min 4 s | 1–0 1–1 2–1 2–2 2–3 2–4 | D. Sedin (L. Eriksson, H. Sedin) — 24 min 30 s H. Sedin (L. Eriksson, D. Sedin) — 40 min 22 s M. Thörnberg (O. Lindberg, F. Pettersson) — 41 min 36 s M. Thörnberg (F. Pettersson, A. Edler) — 50 min 45 s | Arbitrage : Antonín Jeřábek Derek Zalaski Chris Carlson Sakari Suominen |
| Patrick Galbraith | Gardiens                                                                          | Jacob Markström         | | Arbitrage : Antonín Jeřábek Derek Zalaski Chris Carlson Sakari Suominen |
| 8 min             | Pénalités                                                                         | 16 min                  | | Arbitrage : Antonín Jeřábek Derek Zalaski Chris Carlson Sakari Suominen |
| 28                | Tirs                                                                              | 41                      | | Arbitrage : Antonín Jeřábek Derek Zalaski Chris Carlson Sakari Suominen |

##### Classement

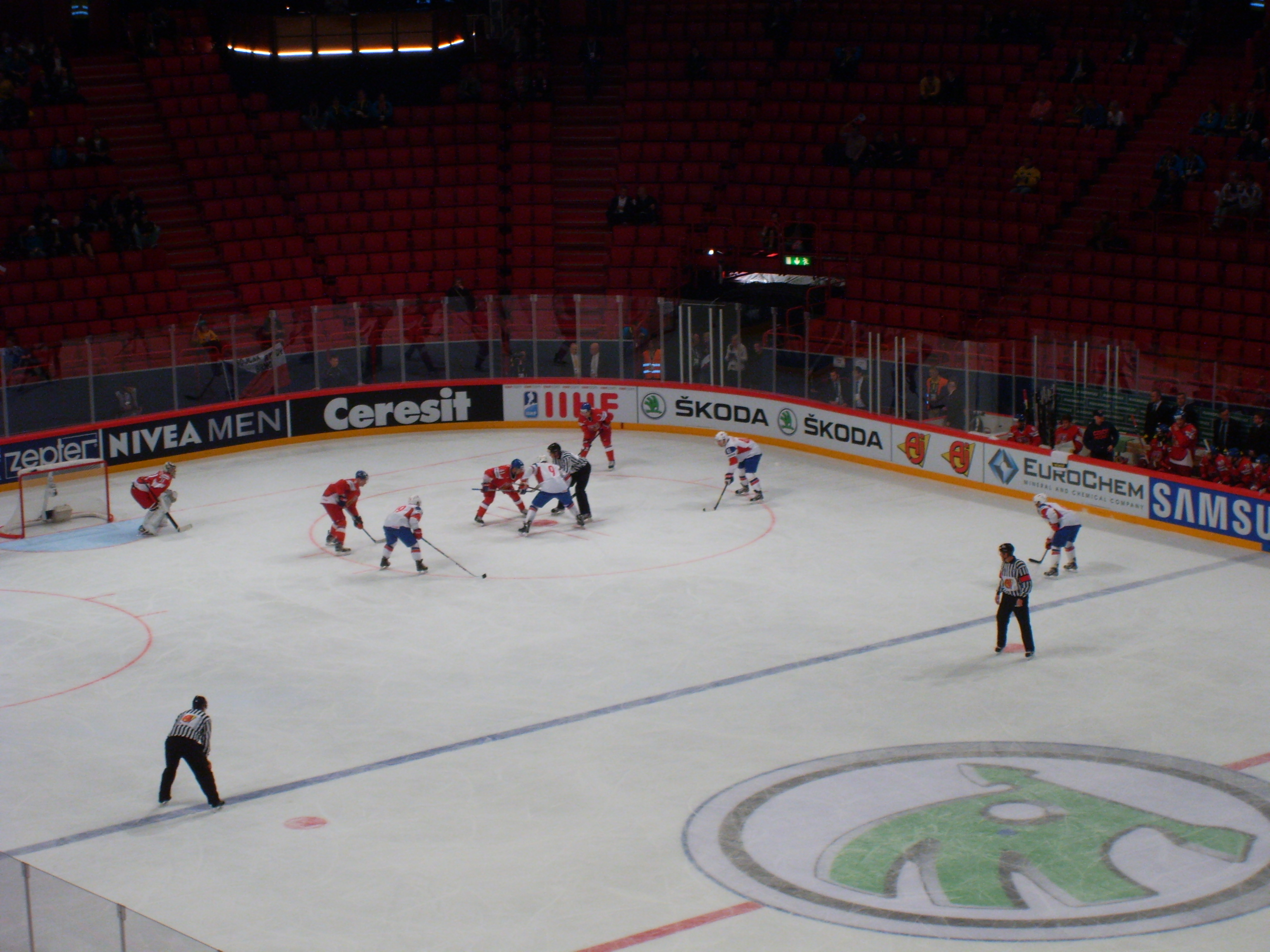
Le match entre la République tchèque et la Norvège.

| Clt   | Équipe      | PJ | V | VP | D | DP | BP | BC | Diff | Pts |
| ----- | ----------- | -- | - | -- | - | -- | -- | -- | ---- | --- |
| +001, | Suisse      | 7  | 6 | 1  | 0 | 0  | 29 | 10 | +19  | 20  |
| +002, | Canada      | 7  | 5 | 1  | 0 | 1  | 25 | 10 | +15  | 18  |
| +003, | Suède       | 7  | 5 | 0  | 2 | 0  | 17 | 11 | +6   | 15  |
| +004, | Tchéquie    | 7  | 3 | 1  | 3 | 0  | 19 | 12 | +7   | 11  |
| +005, | Norvège     | 7  | 3 | 0  | 4 | 0  | 12 | 26 | -14  | 9   |
| +006, | Danemark    | 7  | 1 | 1  | 4 | 1  | 13 | 20 | -7   | 6   |
| +007, | Biélorussie | 7  | 1 | 0  | 6 | 0  | 10 | 21 | -11  | 3   |
| +008, | Slovénie    | 7  | 0 | 0  | 5 | 2  | 12 | 27 | -15  | 2   |

- Qualifié pour les quarts de finale
- Relégué en division 1A

#### Groupe B (Helsinki)

##### Matchs
| 3 mai 2013 | France | 2-6 (0-1, 0-2, 2-3) | Slovaquie | Hartwall Arena, Helsinki 6 966 spectateurs |

| Feuille de match              | Feuille de match                                                                                               | Feuille de match                | Feuille de match | Feuille de match                                                |
| ----------------------------- | --- | ------------------------------- | --- | --------------------------------------------------------------- |
|                               | D. Raux (T. Bozon, C. Bertrand) — 45 min 32 s (2 SN) D. Fleury (P-É. Bellemare, S. Treille) — 51 min 58 s (SN) | 0-1 0-2 0-3 0–4 0–5 1–5 2–5 2–6 | M. Miklík (T. Záborský) — 8 min 28 s P. Ölvecký (M. Ďaloga) — 25 min 27 s T. Záborský (R. Kukumberg) — 28 min 34 s B. Radivojevič (T. Kopecký, M. Bližňák) — 43 min 50 s (SN) M. Šatan (L. Hudáček, M. Jurčina) — 44 min 40 s (SN) L. Hudáček (A. Sekera, R. Kukumberg) — 58 min 57 s | Arbitrage : Brent Reiber Derek Zalaski Jon Killian Jesse Wilmot |
| Cristobal Huet Fabrice Lhenry | Gardiens | Rastislav Staňa                 | | Arbitrage : Brent Reiber Derek Zalaski Jon Killian Jesse Wilmot |
| 8 min                         | Pénalités | 8 min                           | | Arbitrage : Brent Reiber Derek Zalaski Jon Killian Jesse Wilmot |
| 26                            | Tirs | 37                              | | Arbitrage : Brent Reiber Derek Zalaski Jon Killian Jesse Wilmot |

| 3 mai 2013 | Finlande | 4-3 (pr) (1-0, 1-1, 1-2, 1-0) | Allemagne | Hartwall Arena, Helsinki 12 115 spectateurs |

| Feuille de match | Feuille de match | Feuille de match            | Feuille de match | Feuille de match                                            |
| ---------------- | --- | --------------------------- | --- | ----------------------------------------------------------- |
|                  | P. Kontiola (J. Aaltonen, J. Pesonen) — 10 min 22 s (SN) J. Pesonen (J. Hietanen, P. Kontiola)) — 39 min 27 s (SN) P. Kontiola (J. Pesonen) — 58 min 31 s V-M. Savinainen (S. Salminen, T. Mäntylä) — 61 min 58 s | 1–0 1–1 2–1 2–2 2–3 3–3 4-3 | F. Schütz (M. Goc, A. Rankel) — 30 min 21 s C. Ehrhoff (M. Goc) — 42 min 34 s (SN) T. Ankert (M. Goc, P. Gogulla) — 56 min 55 s | Arbitrage : Martin Fraňo Matt Kirk Roger Arm Ivan Dedioulia |
| Joni Ortio       | Gardiens | Rob Zepp                    | | Arbitrage : Martin Fraňo Matt Kirk Roger Arm Ivan Dedioulia |
| 6 min            | Pénalités | 18 min                      | | Arbitrage : Martin Fraňo Matt Kirk Roger Arm Ivan Dedioulia |
| 38               | Tirs | 18                          | | Arbitrage : Martin Fraňo Matt Kirk Roger Arm Ivan Dedioulia |

| 4 mai 2013 | États-Unis | 5-3 (1-2, 4-1, 0-0) | Autriche | Hartwall Arena, Helsinki 8 202 spectateurs |

| Feuille de match | Feuille de match | Feuille de match                | Feuille de match | Feuille de match                                                       |
| ---------------- | --- | ------------------------------- | --- | ---------------------------------------------------------------------- |
|                  | D. Moss (J. Faulk, P. Stastny) — 10 min 2 s (SN) E. Johnson (N. Bjugstad, D. Kristo) — 23 min 38 s T. Stapleton (D. LeBlanc, J. Faulk) — 29 min 31 s A. Palushaj (D. Kristo, N. Bjugstad) — 30 min 57 s E. Johnson (McBain, LeBlanc) — 38 min 32 s (SN) 38:32 | 0–1 0–2 1–2 2–2 3–2 4–2 4–3 5–3 | M. Latusa (T. Hundertpfund) — 4 min 58 s D. Welser (M. Iberer) — 5 min 38 s D. Schuller (M. Peintner, R. Lukas) — 33 min 21 s | Arbitrage : Morgan Johansson Aleksi Rantala Petr Blumel Ivan Dedioulia |
| Benjamin Bishop  | Gardiens | Bernhard Starkbaum              | | Arbitrage : Morgan Johansson Aleksi Rantala Petr Blumel Ivan Dedioulia |
| 2 min            | Pénalités | 6 min                           | | Arbitrage : Morgan Johansson Aleksi Rantala Petr Blumel Ivan Dedioulia |
| 29               | Tirs | 21                              | | Arbitrage : Morgan Johansson Aleksi Rantala Petr Blumel Ivan Dedioulia |

| 4 mai 2013 | Russie | 6-0 (1-0, 3-0, 2-0) | Lettonie | Hartwall Arena, Helsinki 5 293 spectateurs |

| Feuille de match | Feuille de match | Feuille de match              | Feuille de match | Feuille de match                                                   |
| ---------------- | --- | ----------------------------- | ---------------- | ------------------------------------------------------------------ |
|                  | I. Birioukov (S. Soïne, A. Svitov) — 13 min 3 s I. Medvedev (K. Petrov) — 28 min 44 s A. Radoulov (I. Kovaltchouk, I. Birioukov) — 32 min 59 s I. Riassenski (A. Perejoguine, A. Belov) — 38 min 55 s I. Kovaltchouk (A. Loktionov) — 40 min 17 s K. Petrov (A. Terechtchenko, I. Medvedev) — 44 min 11 s (SN) | 1–0 2–0 3–0 4–0 5–0 6-0       |                  | Arbitrage : Brent Reiber Derek Zalaski Sirko Hunnius Johannes Käck |
| Ilia Bryzgalov   | Gardiens | Māris Jučers Edgars Masaļskis |                  | Arbitrage : Brent Reiber Derek Zalaski Sirko Hunnius Johannes Käck |
| 4 min            | Pénalités | 31 min                        |                  | Arbitrage : Brent Reiber Derek Zalaski Sirko Hunnius Johannes Käck |
| 34               | Tirs | 15                            |                  | Arbitrage : Brent Reiber Derek Zalaski Sirko Hunnius Johannes Käck |

| 4 mai 2013 | Finlande | 2-0 (1-0, 0-0, 1-0) | Slovaquie | Hartwall Arena, Helsinki 12 078 spectateurs |

| Feuille de match | Feuille de match                                                            | Feuille de match | Feuille de match | Feuille de match                                                          |
| ---------------- | --------------------------------------------------------------------------- | ---------------- | ---------------- | ------------------------------------------------------------------------- |
|                  | J. Aaltonen (P. Kontiola, S. Lepisto) — 42 min 9 s P. Kontiola — 42 min 9 s | 1–0 2-0          |                  | Arbitrage : Antonín Jeřábek Marcus Vinnerborg Roger Arm Jonathan Morisson |
| Antti Raanta     | Gardiens                                                                    | Rastislav Staňa  |                  | Arbitrage : Antonín Jeřábek Marcus Vinnerborg Roger Arm Jonathan Morisson |
| 10 min           | Pénalités                                                                   | 8 min            |                  | Arbitrage : Antonín Jeřábek Marcus Vinnerborg Roger Arm Jonathan Morisson |
| 23               | Tirs                                                                        | 36               |                  | Arbitrage : Antonín Jeřábek Marcus Vinnerborg Roger Arm Jonathan Morisson |

| 5 mai 2013 | France | 3-1 (2-0, 1-0, 0-1) | Autriche | Hartwall Arena, Helsinki 3 471 spectateurs |

| Feuille de match | Feuille de match | Feuille de match   | Feuille de match                              | Feuille de match                                                     |
| ---------------- | --- | ------------------ | --------------------------------------------- | -------------------------------------------------------------------- |
|                  | D. Fleury — 3 min 36 s T. Da Costa (A. Roussel, B. Henderson) — 4 min 17 s J. Desrosiers (L. Meunier) — 37 min 10 s | 1–0 2–0 3–0 3–1    | T. Vanek (M. Peintner, T. Pöck) — 47 min 23 s | Arbitrage : Martin Fraňo Marcus Vinnerborg Petr Blumel Sirko Hunnius |
| Cristobal Huet   | Gardiens | Bernhard Starkbaum |                                               | Arbitrage : Martin Fraňo Marcus Vinnerborg Petr Blumel Sirko Hunnius |
| 4 min            | Pénalités | 4 min              |                                               | Arbitrage : Martin Fraňo Marcus Vinnerborg Petr Blumel Sirko Hunnius |
| 26               | Tirs | 36                 |                                               | Arbitrage : Martin Fraňo Marcus Vinnerborg Petr Blumel Sirko Hunnius |

| 5 mai 2013 | Allemagne | 1-4 (0-0, 0-2, 1-2) | Russie | Hartwall Arena, Helsinki 3 705 spectateurs |

| Feuille de match | Feuille de match                                 | Feuille de match    | Feuille de match | Feuille de match                                                          |
| ---------------- | ------------------------------------------------ | ------------------- | --- | ------------------------------------------------------------------------- |
|                  | J. Tripp (M. Wolf, C. Ehrhoff) — 45 min 3 s (SN) | 0–1 0–2 1–2 1–3 1–4 | I. Kovaltchouk (I. Medvedev) — 23 min 20 s I. Kovaltchouk (A. Radulov) — 30 min 9 s I. Kovaltchouk (A. Radoulov, I. Medvedev) — 58 min 20 s 59:39 – D. Kokarev (S. Soïne, A. Svitov) — 59 min 39 s (CV) | Arbitrage : Morgan Johansson Aleksi Rantala Jon Killian Jonathan Morisson |
| Dennis Endras    | Gardiens                                         | Semion Varlamov     | | Arbitrage : Morgan Johansson Aleksi Rantala Jon Killian Jonathan Morisson |
| 2 min            | Pénalités                                        | 10 min              | | Arbitrage : Morgan Johansson Aleksi Rantala Jon Killian Jonathan Morisson |
| 27               | Tirs                                             | 26                  | | Arbitrage : Morgan Johansson Aleksi Rantala Jon Killian Jonathan Morisson |

| 5 mai 2013 | Lettonie | 1-4 (0-0, 1-2, 0-2) | États-Unis | Hartwall Arena, Helsinki 5 048 spectateurs |

| Feuille de match | Feuille de match                                | Feuille de match    | Feuille de match | Feuille de match                                                 |
| ---------------- | ----------------------------------------------- | ------------------- | --- | ---------------------------------------------------------------- |
|                  | A. Kulda (J. Sprukts, L. Dārziņš) — 21 min 11 s | 1–0 1–1 1–2 1–3 1–4 | T. Stapleton (B. Butler) — 22 min 11 s D. Moss (P. Stastny, J. Trouba) — 24 min 21 s (SN) B. Butler (T. Stapleton, E. Johnson) — 50 min 55 s (SN) M. Hunwick (P. Stastny, C. Smith) — 52 min 21 s | Arbitrage : Antonín Jeřábek Matt Kirk Johannes Käck Jesse Wilmot |
| Edgars Masaļskis | Gardiens                                        | Benjamin Bishop     | | Arbitrage : Antonín Jeřábek Matt Kirk Johannes Käck Jesse Wilmot |
| 14 min           | Pénalités                                       | 12 min              | | Arbitrage : Antonín Jeřábek Matt Kirk Johannes Käck Jesse Wilmot |
| 20               | Tirs                                            | 26                  | | Arbitrage : Antonín Jeřábek Matt Kirk Johannes Käck Jesse Wilmot |

| 6 mai 2013 | Allemagne | 2-3 (1-0, 0-1, 1-2) | Slovaquie | Hartwall Arena, Helsinki 5 078 spectateurs |

| Feuille de match | Feuille de match                                                                  | Feuille de match    | Feuille de match | Feuille de match                                              |
| ---------------- | --------------------------------------------------------------------------------- | ------------------- | --- | ------------------------------------------------------------- |
|                  | M. Wolf (N. Goc, P. Gogulla) — 4 min 1 s M. Kink (J. Tripp, B. Kohl) — 43 min 1 s | 1–0 1–1 2–1 2–2 2-3 | M. Bližňák (M. Sersen) — 33 min 30 s T. Záborský (V. Mihálik, R. Kukumberg) — 45 min 41 s T. Záborský (J. Stümpel, R. Kukumberg) — 52 min 46 s | Arbitrage : Martin Frano Brent Reiber Roger Arm Ivan Dedioula |
| Rob Zepp         | Gardiens                                                                          | Rastislav Staňa     | | Arbitrage : Martin Frano Brent Reiber Roger Arm Ivan Dedioula |
| 2 min            | Pénalités                                                                         | 4 min               | | Arbitrage : Martin Frano Brent Reiber Roger Arm Ivan Dedioula |
| 32               | Tirs                                                                              | 33                  | | Arbitrage : Martin Frano Brent Reiber Roger Arm Ivan Dedioula |

| 6 mai 2013 | Finlande | 3-1 (0-0, 2-0, 1-1) | France | Hartwall Arena, Helsinki 12 158 spectateurs |

| Feuille de match | Feuille de match | Feuille de match             | Feuille de match                                          | Feuille de match                                             |
| ---------------- | --- | ---------------------------- | --------------------------------------------------------- | ------------------------------------------------------------ |
|                  | J. Pesonen (J. Aaltonen, P. Kontiola) — 34 min 41 s (SN) J. Aaltonen (P. Kontiola, J. Hietanen) — 35 min 19 s V. Viitaluoma (O. Väänänen, A. Pihlström) — 48 min 36 s | 1-0 2-0 2-1 3-1              | P-É. Bellemare (S. Treille, D. Fleury) — 40 min 43 s (SN) | Arbitrage : Matt Kirk Derek Zalaski Jon Killian Jesse Wilmot |
| Joni Ortio       | Gardiens | Fabrice Lhenry Florian Hardy |                                                           | Arbitrage : Matt Kirk Derek Zalaski Jon Killian Jesse Wilmot |
| 12 min           | Pénalités | 12 min                       |                                                           | Arbitrage : Matt Kirk Derek Zalaski Jon Killian Jesse Wilmot |
| 22               | Tirs | 22                           |                                                           | Arbitrage : Matt Kirk Derek Zalaski Jon Killian Jesse Wilmot |

| 7 mai 2013 | Autriche | 6-3 (2-1, 2-1, 2-1) | Lettonie | Hartwall Arena, Helsinki 3 051 spectateurs |

| Feuille de match   | Feuille de match | Feuille de match                    | Feuille de match | Feuille de match                                                            |
| ------------------ | --- | ----------------------------------- | --- | --------------------------------------------------------------------------- |
|                    | F. Iberer (T. Hundertpfund) — 13 min 45 s A. Lakos (M. Latusa, G. Baumgartner) — 17 min 9 s (SN) T. Vanek — 23 min 5 s M. Altmann (D. Welser, A. Kristler) — 26 min 58 s M. Raffl (T. Hundertpfund) — 49 min 42 s D. Oberkofler (T. Pöck, D. Schuller) — 56 min 50 s | 0–1 1–1 2–1 3–1 4–1 4–2 4–3 5–3 6–3 | A. Bērziņš (R. Ķēniņš, G. Meija) — 3 min 52 s A. Saviels (J. Andersons, M. Indrašis) — 38 min 8 s L. Dārziņš (M. Cipulis) — 40 min 52 s (SN) | Arbitrage : Morgan Johansson Aleksi Rantala Sirko Hunnius Jonathan Morisson |
| Bernhard Starkbaum | Gardiens | Edgars Masaļskis                    | | Arbitrage : Morgan Johansson Aleksi Rantala Sirko Hunnius Jonathan Morisson |
| 6 min              | Pénalités | 8 min                               | | Arbitrage : Morgan Johansson Aleksi Rantala Sirko Hunnius Jonathan Morisson |
| 25                 | Tirs | 39                                  | | Arbitrage : Morgan Johansson Aleksi Rantala Sirko Hunnius Jonathan Morisson |

| 7 mai 2013 | Russie | 5-3 (2-2, 1-1, 2-0) | États-Unis | Hartwall Arena, Helsinki 6 038 spectateurs |

| Feuille de match | Feuille de match | Feuille de match                | Feuille de match                                                                                                   | Feuille de match                                                        |
| ---------------- | --- | ------------------------------- | --- | ----------------------------------------------------------------------- |
|                  | A. Belov (D. Denissov, A. Anissimov) — 5 min 23 s I. Kovaltchouk ( I. Nikouline, A. Radoulov) — 14 min 4 s A. Terechtchenko ( S. Moziakine, K. Petrov) — 31 min 19 s I. Medvedev ( S. Moziakine, A. Terechtchenko) — 53 min 35 s A. Radoulov ( I. Kovaltchouk) — 55 min 27 s (SN) | 1-0 1-1 1-2 2-2 2-3 3-3 4-3 5-3 | P. Stastny (C. Smith) — 10 min 58 s P. Stastny (J. Faulk) — 13 min 28 s (SN) M. Hunwick (A. Palushaj) — 27 min 9 s | Arbitrage : Antonín Jeřábek Marcus Vinnerborg Petr Blumel Johannes Käck |
| Ilia Bryzgalov   | Gardiens | Benjamin Bishop                 | | Arbitrage : Antonín Jeřábek Marcus Vinnerborg Petr Blumel Johannes Käck |
| 8 min            | Pénalités | 18 min                          | | Arbitrage : Antonín Jeřábek Marcus Vinnerborg Petr Blumel Johannes Käck |
| 30               | Tirs | 22                              | | Arbitrage : Antonín Jeřábek Marcus Vinnerborg Petr Blumel Johannes Käck |

| 8 mai 2013 | Autriche | 0-2 (0-0, 0-1, 0-1) | Allemagne | Hartwall Arena, Helsinki 6 820 spectateurs |

| Feuille de match   | Feuille de match | Feuille de match | Feuille de match                                 | Feuille de match                                                 |
| ------------------ | ---------------- | ---------------- | ------------------------------------------------ | ---------------------------------------------------------------- |
|                    |                  | 0–1 0–2          | M. Kink — 37 min M. Kink — 59 min 51 s (IN + CV) | Arbitrage : Viatcheslav Boulanov Ian Croft Roger Arm Jon Killian |
| Bernhard Starkbaum | Gardiens         | Rob Zepp         |                                                  | Arbitrage : Viatcheslav Boulanov Ian Croft Roger Arm Jon Killian |
| 8 min              | Pénalités        | 16 min           |                                                  | Arbitrage : Viatcheslav Boulanov Ian Croft Roger Arm Jon Killian |
| 27                 | Tirs             | 35               |                                                  | Arbitrage : Viatcheslav Boulanov Ian Croft Roger Arm Jon Killian |

| 8 mai 2013 | États-Unis | 4-1 (1-1, 0-0, 3-0) | Finlande | Hartwall Arena, Helsinki 12 484 spectateurs |

| Feuille de match | Feuille de match | Feuille de match    | Feuille de match                                     | Feuille de match                                                     |
| ---------------- | --- | ------------------- | ---------------------------------------------------- | -------------------------------------------------------------------- |
|                  | C. Smith (D. Moss, C. Butler) — 17 min 36 s C. Smith (P. Stastny, J. Faulk) — 43 min 22 s (SN) S. Gionta (N. Thompson) — 51 min 29 s C. Smith (P. Stastny , D. Moss) — 59 min 18 s (CV) | 0–1 1–1 2–1 3–1 4–1 | J. Koskiranta (J. Pesonen, J. Hietanen) — 5 min 53 s | Arbitrage : Lars Brüggemann Brent Reiber Ivan Dedioulia Jesse Wilmot |
| John Gibson      | Gardiens | Antti Raanta        |                                                      | Arbitrage : Lars Brüggemann Brent Reiber Ivan Dedioulia Jesse Wilmot |
| 12 min           | Pénalités | 8 min               |                                                      | Arbitrage : Lars Brüggemann Brent Reiber Ivan Dedioulia Jesse Wilmot |
| 25               | Tirs | 32                  |                                                      | Arbitrage : Lars Brüggemann Brent Reiber Ivan Dedioulia Jesse Wilmot |

| 9 mai 2013 | Russie | 1-2 (0-0, 1-2, 0-0) | France | Hartwall Arena, Helsinki 3 173 spectateurs |

| Feuille de match | Feuille de match                                  | Feuille de match | Feuille de match                                                                    | Feuille de match                                             |
| ---------------- | ------------------------------------------------- | ---------------- | ----------------------------------------------------------------------------------- | ------------------------------------------------------------ |
|                  | A. Perejoguine (A. Popov, A. Belov) — 26 min 57 s | 1-0 1-1 1-2      | D. Fleury (P-É. Bellemare, K. Hecquefeuille) — 29 min 52 s A. Roussel — 36 min 48 s | Arbitrage : M. Frano et A. Rantala S. Hunnius et J. Morrison |
| V. Kochetchkine  | Gardiens                                          | F. Hardy         |                                                                                     | Arbitrage : M. Frano et A. Rantala S. Hunnius et J. Morrison |
| 4 min            | Pénalités                                         | 6 min            |                                                                                     | Arbitrage : M. Frano et A. Rantala S. Hunnius et J. Morrison |
| 29               | Tirs                                              | 19               |                                                                                     | Arbitrage : M. Frano et A. Rantala S. Hunnius et J. Morrison |

| 9 mai 2013 | Slovaquie | 3-5 (1-3, 1-1, 1-1) | Lettonie | Hartwall Arena, Helsinki 3 124 spectateurs |

| Feuille de match               | Feuille de match | Feuille de match                | Feuille de match | Feuille de match                                                      |
| ------------------------------ | --- | ------------------------------- | --- | --------------------------------------------------------------------- |
|                                | T. Záborský (R. Kukumberg, M. Miklík) — 1 min 23 s T. Surový (B. Mezei, M. Daňo) — 36 min 9 s R. Vydarený ( M. Jurčina, T. Surový) — 59 min 38 s (SN) | 0–1 1–1 1–2 1–3 2–3 2–4 2–5 3–5 | M. Cipulis (J. Sprukts) — 15 s L. Dārziņš — 13 min (TP) Z. Girgensons (A. Kulda) — 17 min 24 s (SN) L. Dārziņš — 38 min 50 s L. Dārziņš (J. Sprukts) — 40 min 25 s | Arbitrage : Marcus Vinnerborg Derek Zalaski Petr Blumel Johannes Käck |
| Rastislav Staňa Jaroslav Janus | Gardiens | Kristers Gudļevskis             | | Arbitrage : Marcus Vinnerborg Derek Zalaski Petr Blumel Johannes Käck |
| 14 min                         | Pénalités | 8 min                           | | Arbitrage : Marcus Vinnerborg Derek Zalaski Petr Blumel Johannes Käck |
| 27                             | Tirs | 24                              | | Arbitrage : Marcus Vinnerborg Derek Zalaski Petr Blumel Johannes Käck |

| 10 mai 2013 | Slovaquie | 1-2 (TB) (1-0, 0-1, 0-0, 0-0, 0-1) | Autriche | Hartwall Arena, Helsinki 8 449 spectateurs |

| Feuille de match | Feuille de match                              | Feuille de match   | Feuille de match                                                        | Feuille de match                                                    |
| ---------------- | --------------------------------------------- | ------------------ | ----------------------------------------------------------------------- | ------------------------------------------------------------------- |
|                  | T. Surový (M. Sersen, B. Radivojevič) — 9 min | 1-0 1-1 1-2        | G. Unterluggauer (G. Baumgartner, D. Oberkofler) — 33 min 17 s T. Vanek | Arbitrage : Lars Brüggemann Martin Fraňo Ivan Dedioulia Jon Killian |
| Rastislav Staňa  | Gardiens                                      | Bernhard Starkbaum |                                                                         | Arbitrage : Lars Brüggemann Martin Fraňo Ivan Dedioulia Jon Killian |
| 8 min            | Pénalités                                     | 6 min              |                                                                         | Arbitrage : Lars Brüggemann Martin Fraňo Ivan Dedioulia Jon Killian |
| 43               | Tirs                                          | 35                 |                                                                         | Arbitrage : Lars Brüggemann Martin Fraňo Ivan Dedioulia Jon Killian |

| 10 mai 2013 | Russie | 2-3 (0-1, 1-2, 1-0) | Finlande | Hartwall Arena, Helsinki 12 383 spectateurs |

| Feuille de match | Feuille de match                                                                                              | Feuille de match    | Feuille de match | Feuille de match                                                       |
| ---------------- | --- | ------------------- | --- | ---------------------------------------------------------------------- |
|                  | A. Radoulov (I. Kovaltchouk) — 23 min 37 s (SN) I. Kovaltchouk (A. Terechtchenko, I. Nikouline) — 58 min 12 s | 0-1 1-1 1-2 1-3 2-3 | P. Kontiola (J. Aaltonen , S. Lepistö) — 3 min 22 s P. Kontiola (S. Lepistö) — 27 min 21 s J. Aaltonen (J. Pesonen) — 36 min (SN) | Arbitrage : Ian Croft Marcus Vinnerborg Jonathan Morisson Jesse Wilmot |
| Semion Varlamov  | Gardiens | Antti Raanta        | | Arbitrage : Ian Croft Marcus Vinnerborg Jonathan Morisson Jesse Wilmot |
| 35 min           | Pénalités | 41 min              | | Arbitrage : Ian Croft Marcus Vinnerborg Jonathan Morisson Jesse Wilmot |
| 36               | Tirs | 24                  | | Arbitrage : Ian Croft Marcus Vinnerborg Jonathan Morisson Jesse Wilmot |

| 11 mai 2013 | États-Unis | 4-2 (2-0, 0-1, 2-1) | France | Hartwall Arena, Helsinki 7 458 spectateurs |

| Feuille de match | Feuille de match | Feuille de match        | Feuille de match                                                                                            | Feuille de match                                                          |
| ---------------- | --- | ----------------------- | --- | ------------------------------------------------------------------------- |
|                  | S. Gionta (M. Carle) — 7 min 8 s B. Butler (D. LeBlanc, T. Stapleton) — 17 min 17 s P. Stastny (C. Smith) — 51 min 37 s D. Moss (J. Faulk, J. McBain) — 53 min 23 s (SN) | 1-0 2-0 2-1 3-1 4-1 4-2 | K. Hecquefeuille (P-É. Bellemare) — 28 min 24 s (2 SN) Y. Treille (J. Desrosiers, L. Meunier) — 58 min 30 s | Arbitrage : Lars Brueggemann et Aleksi Rantala Roger Arm et Johannes Kack |
| B. Bishop        | Gardiens | C. Huet                 | | Arbitrage : Lars Brueggemann et Aleksi Rantala Roger Arm et Johannes Kack |
| 8 min            | Pénalités | 12 min                  | | Arbitrage : Lars Brueggemann et Aleksi Rantala Roger Arm et Johannes Kack |
| 36               | Tirs | 17                      | | Arbitrage : Lars Brueggemann et Aleksi Rantala Roger Arm et Johannes Kack |

| 11 mai 2013 | Finlande | 7-2 (2-0, 1-0, 4-2) | Autriche | Hartwall Arena, Helsinki 12 121 spectateurs |

| Feuille de match | Feuille de match | Feuille de match                    | Feuille de match                                                                         | Feuille de match                                                         |
| ---------------- | --- | ----------------------------------- | ---------------------------------------------------------------------------------------- | ------------------------------------------------------------------------ |
|                  | A. Pihlström (O. Väänänen, J. Jalasvaara) — 4 min 13 s V-M. Savinainen (P. Kontiola, J. Aaltonen) — 8 min 18 s P. Kontiola (S. Lepistö) — 27 min 48 s (2 SN) L. Korpikoski (J. Koskiranta, T. Laakso) — 49 min 46 s (SN) N. Hagman (J-P. Hytönen, M. Anttila) — 50 min 22 s (SN) J. Koskiranta (L. Korpikoski) — 55 min 23 s V-M. Savinainen (P. Kontiola, J. Aaltonen) — 57 min 21 s (SN) | 1–0 2–0 3–0 3–1 3–2 4–2 5–2 6–2 7–2 | R. Lukas (T. Vanek) — 40 min 38 s (IN) R. Herburger (T. Hundertpfund) — 42 min 46 s (IN) | Arbitrage : Viatcheslav Boulanov Derek Zalaski Petr Blumel Sirko Hunnius |
| Joni Ortio       | Gardiens | Bernhard Starkbaum                  |                                                                                          | Arbitrage : Viatcheslav Boulanov Derek Zalaski Petr Blumel Sirko Hunnius |
| 4 min            | Pénalités | 41 min                              |                                                                                          | Arbitrage : Viatcheslav Boulanov Derek Zalaski Petr Blumel Sirko Hunnius |
| 43               | Tirs | 18                                  |                                                                                          | Arbitrage : Viatcheslav Boulanov Derek Zalaski Petr Blumel Sirko Hunnius |

| 11 mai 2013 | Allemagne | 2-0 (0-0, 1-0, 1-0) | Lettonie | Hartwall Arena, Helsinki 9 199 spectateurs |

| Feuille de match | Feuille de match                                                                           | Feuille de match    | Feuille de match | Feuille de match                                            |
| ---------------- | ------------------------------------------------------------------------------------------ | ------------------- | ---------------- | ----------------------------------------------------------- |
|                  | C. Ullmann ( P. Gogulla, M. Wolf) — 28 min 5 s P. Hager ( C. Ehrhoff, N. Goc) — 43 min 5 s | 1-0 2-0             |                  | Arbitrage : Ian Croft Brent Reiber Jon Killian Jesse Wilmot |
| Rob Zepp         | Gardiens                                                                                   | Kristers Gudļevskis |                  | Arbitrage : Ian Croft Brent Reiber Jon Killian Jesse Wilmot |
| 34 min           | Pénalités                                                                                  | 26 min              |                  | Arbitrage : Ian Croft Brent Reiber Jon Killian Jesse Wilmot |
| 10               | Tirs                                                                                       | 31                  |                  | Arbitrage : Ian Croft Brent Reiber Jon Killian Jesse Wilmot |

| 12 mai 2013 | États-Unis | 3-0 (2-0, 0-0, 1-0) | Allemagne | Hartwall Arena, Helsinki 11 057 spectateurs |

| Feuille de match | Feuille de match | Feuille de match | Feuille de match | Feuille de match                                                               |
| ---------------- | --- | ---------------- | ---------------- | ------------------------------------------------------------------------------ |
|                  | B. Butler (J. Faulk, C. Smith) — 2 min 39 s (SN) P. Stastny (E. Johnson) — 4 min 53 s S. Gionta (N. Thompson, M. Hunwick) — 51 min 27 s | 1-0 2-0 3-0      |                  | Arbitrage : Viatcheslav Boulanov Konstantin Olenine Petr Blumel Ivan Dedioulia |
| John Gibson      | Gardiens | Dennis Endras    |                  | Arbitrage : Viatcheslav Boulanov Konstantin Olenine Petr Blumel Ivan Dedioulia |
| 12 min           | Pénalités | 8 min            |                  | Arbitrage : Viatcheslav Boulanov Konstantin Olenine Petr Blumel Ivan Dedioulia |
| 29               | Tirs | 30               |                  | Arbitrage : Viatcheslav Boulanov Konstantin Olenine Petr Blumel Ivan Dedioulia |

| 12 mai 2013 | Slovaquie | 1-3 (0-0, 1-2, 0-1) | Russie | Hartwall Arena, Helsinki 4 041 spectateurs |

| Feuille de match | Feuille de match                  | Feuille de match | Feuille de match | Feuille de match                                                   |
| ---------------- | --------------------------------- | ---------------- | --- | ------------------------------------------------------------------ |
|                  | B. Radivojevič — 39 min 44 s (IN) | 0-1 0-2 1-2 1-3  | A. Radoulov (I. Medvedev) — 25 min 36 s (SN) I. Kovaltchouk (A. Radoulov, A. Terechtchenko) — 31 min 44 s D. Denissov — 44 min 48 s | Arbitrage : Daniel Piechaczek Brent Reiber Roger Arm Sirko Hunnius |
| Jaroslav Janus   | Gardiens                          | Ilia Bryzgalov   | | Arbitrage : Daniel Piechaczek Brent Reiber Roger Arm Sirko Hunnius |
| 10 min           | Pénalités                         | 8 min            | | Arbitrage : Daniel Piechaczek Brent Reiber Roger Arm Sirko Hunnius |
| 24               | Tirs                              | 23               | | Arbitrage : Daniel Piechaczek Brent Reiber Roger Arm Sirko Hunnius |

| 13 mai 2013 | Lettonie | 3-1 (1-0, 1-0, 1-1) | France | Hartwall Arena, Helsinki 2 204 spectateurs |

| Feuille de match    | Feuille de match | Feuille de match | Feuille de match                                                   | Feuille de match                                                             |
| ------------------- | --- | ---------------- | ------------------------------------------------------------------ | ---------------------------------------------------------------------------- |
|                     | M. Cipulis (J. Sprukts, R. Freibergs) — 14 min 52 s (SN) J. Sprukts (M. Cipulis) — 25 min 7 s L. Dārziņš (J. Sprukts) — 56 min 34 s | 1–0 2–0 2–1 3–1  | 43:27 – J. Desrosiers (Y. Treille, K. Hecquefeuille) — 43 min 27 s | Arbitrage : Vladimír Baluška Lars Brüggemann Johannes Käck Jonathan Morisson |
| Kristers Gudļevskis | Gardiens | Cristobal Huet   |                                                                    | Arbitrage : Vladimír Baluška Lars Brüggemann Johannes Käck Jonathan Morisson |
| 20 min              | Pénalités | 6 min            |                                                                    | Arbitrage : Vladimír Baluška Lars Brüggemann Johannes Käck Jonathan Morisson |
| 26                  | Tirs | 30               |                                                                    | Arbitrage : Vladimír Baluška Lars Brüggemann Johannes Käck Jonathan Morisson |

| 13 mai 2013 | Autriche | 4-8 (3-3, 1-3, 0-2) | Russie | Hartwall Arena, Helsinki 4 455 spectateurs |

| Feuille de match               | Feuille de match | Feuille de match                                | Feuille de match | Feuille de match                                              |
| ------------------------------ | --- | ----------------------------------------------- | --- | ------------------------------------------------------------- |
|                                | M. Iberer (R. Lukas) — 8 min 53 s T. Vanek (T. Pöck, M. Raffl) — 9 min 8 s (SN) M. Raffl (T. Vanek, T. Hundertpfund) — 15 min 56 s (SN) F. Iberer (G. Baumgartner, M. Altmann) — 27 min 51 s | 0–1 0–2 1–2 2–2 3–2 3–3 3–4 4–4 4–5 4–6 4-7 4-8 | A. Perejoguine (S. Moziakine, A. Popov) — 1 min 25 s I. Kovaltchouk (A. Radoulov) — 8 min 15 s I. Nikouline (I. Medvedev, I. Kovaltchouk) — 18 min 32 s (2 SN) A. Radoulov (I. Kovaltchouk) — 24 min 50 s (SN) S. Moziakine (I. Nikouline, A. Popov) — 31 min 7 s S. Soïne (D. Kokarev) — 37 min 19 s (IN) N. Zaïtsev (K. Petrov) — 41 min 36 s I. Kouznetsov (K. Petrov, A. Belov) — 49 min 38 s | Arbitrage : Ian Croft Aleksi Rantala Jon Killian Jesse Wilmot |
| Rene Swette Bernhard Starkbaum | Gardiens | Semion Varlamov                                 | | Arbitrage : Ian Croft Aleksi Rantala Jon Killian Jesse Wilmot |
| 18 min                         | Pénalités | 12 min                                          | | Arbitrage : Ian Croft Aleksi Rantala Jon Killian Jesse Wilmot |
| 36                             | Tirs | 18                                              | | Arbitrage : Ian Croft Aleksi Rantala Jon Killian Jesse Wilmot |

| 14 mai 2013 | Slovaquie | 4-1 (2-0, 1-1, 1-0) | États-Unis | Hartwall Arena, Helsinki 9 262 spectateurs |

| Feuille de match | Feuille de match | Feuille de match    | Feuille de match                   | Feuille de match                                                           |
| ---------------- | --- | ------------------- | ---------------------------------- | -------------------------------------------------------------------------- |
|                  | B. Radivojevič (T. Kopecký) — 15 s M. Bartek (M. Šatan) — 3 min 44 s R. Vydarený (T. Záborský, R. Kukumberg) — 30 min 48 s (SN) M. Daňo (M. Šatan) — 58 min 36 s (CV) | 1–0 2–0 3–0 3–1 4–1 | D. Kristo (M. Carle) — 39 min 14 s | Arbitrage : Konstantin Olenine Aleksi Rantala Ivan Dedioulia Johannes Käck |
| Rastislav Stana  | Gardiens | Benjamin Bishop     |                                    | Arbitrage : Konstantin Olenine Aleksi Rantala Ivan Dedioulia Johannes Käck |
| 4 min            | Pénalités | 20 min              |                                    | Arbitrage : Konstantin Olenine Aleksi Rantala Ivan Dedioulia Johannes Käck |
| 26               | Tirs | 21                  |                                    | Arbitrage : Konstantin Olenine Aleksi Rantala Ivan Dedioulia Johannes Käck |

| 14 mai 2013 | France | 2-3 (pr) (1-1, 1-0, 0-1, 0-1) | Allemagne | Hartwall Arena, Helsinki 5 062 spectateurs |

| Feuille de match | Feuille de match                                                                | Feuille de match    | Feuille de match | Feuille de match                                                        |
| ---------------- | ------------------------------------------------------------------------------- | ------------------- | --- | ----------------------------------------------------------------------- |
|                  | J. Desrosiers (N. Besch, Y. Treille) — 1 min 42 s (SN) A. Roussel — 34 min 57 s | 1–0 1–1 2–1 2–2 2–3 | C. Ehrhoff (C. Ullmann, T. Greilinger) — 17 min 32 s (SN) M. Wolf (F. Hördler) — 51 min 24 s 61:05 – C. Ehrhoff (M. Goc) — 61 min 5 s | Arbitrage : Vladimír Baluška Brent Reiber Petr Blumel Jonathan Morisson |
| Cristobal Huet   | Gardiens                                                                        | Rob Zepp            | | Arbitrage : Vladimír Baluška Brent Reiber Petr Blumel Jonathan Morisson |
| 24 min           | Pénalités                                                                       | 4 min               | | Arbitrage : Vladimír Baluška Brent Reiber Petr Blumel Jonathan Morisson |
| 29               | Tirs                                                                            | 36                  | | Arbitrage : Vladimír Baluška Brent Reiber Petr Blumel Jonathan Morisson |

| 14 mai 2013 | Lettonie | 2-3 (pr) (1-1, 0-1, 1-0, 0-1) | Finlande | Hartwall Arena, Helsinki 12 289 spectateurs |

| Feuille de match    | Feuille de match                                                                             | Feuille de match    | Feuille de match | Feuille de match                                                           |
| ------------------- | -------------------------------------------------------------------------------------------- | ------------------- | --- | -------------------------------------------------------------------------- |
|                     | G. Meija (A. Dzerins, K. Jass) — 8 min 19 s R. Jekimovs (G. Meija, A. Dzerins) — 56 min 13 s | 1-0 1-1 1-2 2-2 2-3 | S. Salminen (L. Korpikoski, T. Mäntylä) — 9 min 18 s M. Granlund (S. Salminen, T. Laakso) — 30 min 25 s (SN) A. Pihlström (V-M. Savinainen, T. Mäntylä) — 63 min 46 s | Arbitrage : Viatcheslav Boulanov Daniel Piechaczek Roger Arm Sirko Hunnius |
| Kristers Gudļevskis | Gardiens                                                                                     | Antti Raanta        | | Arbitrage : Viatcheslav Boulanov Daniel Piechaczek Roger Arm Sirko Hunnius |
| 16 min              | Pénalités                                                                                    | 8 min               | | Arbitrage : Viatcheslav Boulanov Daniel Piechaczek Roger Arm Sirko Hunnius |
| 20                  | Tirs                                                                                         | 29                  | | Arbitrage : Viatcheslav Boulanov Daniel Piechaczek Roger Arm Sirko Hunnius |

##### Classement
| Clt   | Équipe     | PJ | V | VP | D | DP | BP | BC | Diff | Pts |
| ----- | ---------- | -- | - | -- | - | -- | -- | -- | ---- | --- |
| +001, | Finlande   | 7  | 4 | 2  | 1 | 0  | 23 | 14 | +9   | 16  |
| +002, | Russie     | 7  | 5 | 0  | 2 | 0  | 29 | 14 | +15  | 15  |
| +003, | États-Unis | 7  | 5 | 0  | 2 | 0  | 24 | 16 | +8   | 15  |
| +004, | Slovaquie  | 7  | 3 | 0  | 3 | 1  | 18 | 11 | +1   | 10  |
| +005, | Allemagne  | 7  | 2 | 1  | 3 | 1  | 13 | 16 | -3   | 9   |
| +006, | Lettonie   | 7  | 2 | 0  | 4 | 1  | 14 | 23 | -9   | 7   |
| +007, | France     | 7  | 2 | 0  | 4 | 1  | 13 | 21 | -8   | 7   |
| +008, | Autriche   | 7  | 1 | 1  | 5 | 0  | 18 | 29 | -11  | 5   |

- Qualifié pour les quarts de finale
- Relégué en division 1A

### Phase finale
|  | Quarts de finale                  | Quarts de finale                  |                                   |                                   | Demi-finales                      | Demi-finales                      |   |  | Finale                            | Finale                            |
|  | Quarts de finale                  | Quarts de finale                  |                                   |                                   | Demi-finales                      | Demi-finales                      |   |  | Finale                            | Finale                            |
|  |                                   |                                   |                                   |                                   |                                   |                                   |   |  |                                   |                                   |
|  | 16 mai, Hartwall Arena, Helsinki  | 16 mai, Hartwall Arena, Helsinki  |                                   |                                   | 18 mai, Ericsson Globe, Stockholm | 18 mai, Ericsson Globe, Stockholm |   |  | 19 mai, Ericsson Globe, Stockholm | 19 mai, Ericsson Globe, Stockholm |
|  | 16 mai, Hartwall Arena, Helsinki  | 16 mai, Hartwall Arena, Helsinki  |                                   |                                   | 18 mai, Ericsson Globe, Stockholm | 18 mai, Ericsson Globe, Stockholm |   |  | 19 mai, Ericsson Globe, Stockholm | 19 mai, Ericsson Globe, Stockholm |
|  | Russie                            | 3                                 |                                   |                                   | 18 mai, Ericsson Globe, Stockholm | 18 mai, Ericsson Globe, Stockholm |   |  | 19 mai, Ericsson Globe, Stockholm | 19 mai, Ericsson Globe, Stockholm |
|  | Russie                            | 3                                 |                                   |                                   | 18 mai, Ericsson Globe, Stockholm | 18 mai, Ericsson Globe, Stockholm |   |  | 19 mai, Ericsson Globe, Stockholm | 19 mai, Ericsson Globe, Stockholm |
|  | États-Unis                        | 8                                 |                                   |                                   | 18 mai, Ericsson Globe, Stockholm | 18 mai, Ericsson Globe, Stockholm |   |  | 19 mai, Ericsson Globe, Stockholm | 19 mai, Ericsson Globe, Stockholm |
|  | États-Unis                        | 8                                 | États-Unis                        | 0                                 |                                   |                                   |   |  | 19 mai, Ericsson Globe, Stockholm | 19 mai, Ericsson Globe, Stockholm |
|  | 16 mai, Ericsson Globe, Stockholm |                                   | États-Unis                        | 0                                 |                                   |                                   |   |  | 19 mai, Ericsson Globe, Stockholm | 19 mai, Ericsson Globe, Stockholm |
|  |                                   | Suisse                            | 3                                 |                                   |                                   |                                   |   |  | 19 mai, Ericsson Globe, Stockholm | 19 mai, Ericsson Globe, Stockholm |
|  | Suisse                            | Suisse                            | 3                                 | 2                                 |                                   |                                   |   |  | 19 mai, Ericsson Globe, Stockholm | 19 mai, Ericsson Globe, Stockholm |
|  | Suisse                            |                                   |                                   | 2                                 |                                   |                                   |   |  | 19 mai, Ericsson Globe, Stockholm | 19 mai, Ericsson Globe, Stockholm |
|  | Tchéquie                          | 1                                 |                                   |                                   |                                   |                                   |   |  | 19 mai, Ericsson Globe, Stockholm | 19 mai, Ericsson Globe, Stockholm |
|  | Tchéquie                          | 1                                 | Suisse                            | 1                                 |                                   |                                   |   |  |                                   |                                   |
|  | 16 mai, Hartwall Arena, Helsinki  |                                   | Suisse                            | 1                                 |                                   |                                   |   |  |                                   |                                   |
|  |                                   | Suède                             | 5                                 |                                   |                                   |                                   |   |  |                                   |                                   |
|  | Finlande                          | Suède                             | 5                                 | 4                                 |                                   |                                   |   |  |                                   |                                   |
|  | Finlande                          | 18 mai, Ericsson Globe, Stockholm |                                   | 4                                 |                                   |                                   |   |  |                                   |                                   |
|  | Slovaquie                         | 3                                 |                                   |                                   |                                   |                                   |   |  |                                   |                                   |
|  | Slovaquie                         | 3                                 | Finlande                          | 0                                 |                                   |                                   |   |  |                                   |                                   |
|  | 16 mai, Ericsson Globe, Stockholm | 16 mai, Ericsson Globe, Stockholm | Finlande                          | 0                                 | Match pour la 3e place            | Match pour la 3e place            |   |  |                                   |                                   |
|  | 16 mai, Ericsson Globe, Stockholm | 16 mai, Ericsson Globe, Stockholm |                                   | Suède                             | Match pour la 3e place            | Match pour la 3e place            | 3 |  |                                   |                                   |
|  | Canada                            | 2                                 | 19 mai, Ericsson Globe, Stockholm | 19 mai, Ericsson Globe, Stockholm |                                   |                                   | 3 |  |                                   |                                   |
|  | Canada                            | 2                                 | 19 mai, Ericsson Globe, Stockholm | 19 mai, Ericsson Globe, Stockholm |                                   |                                   |   |  |                                   |                                   |
|  | Suède t.a.b.                      | 3                                 |                                   | États-Unis t.a.b.                 | 3                                 |                                   |   |  |                                   |                                   |
|  | Suède t.a.b.                      | 3                                 |                                   | États-Unis t.a.b.                 | 3                                 |                                   |   |  |                                   |                                   |
|  |                                   |                                   |                                   |                                   |                                   |                                   |   |  | Finlande                          | 2                                 |
|  |                                   |                                   |                                   |                                   |                                   |                                   |   |  | Finlande                          | 2                                 |

#### Quarts de finale
| 16 mai | Russie | 3-8 (1-2, 0-2, 2-4) | États-Unis | Hartwall Arena 5 506 spectateurs |

| Feuille de match               | Feuille de match | Feuille de match                            | Feuille de match | Feuille de match                                                |
| ------------------------------ | --- | ------------------------------------------- | --- | --------------------------------------------------------------- |
|                                | A. Svitov (S. Soïne, F. Tioutine) — 15 min 30 s A. Ovetchkine (S. Varlamov) — 41 min 33 s A. Perejoguine (A. Popov, A. Ovetchkine) — 43 min 40 s (SN) | 0–1 0–2 1–2 1–3 1–4 2–4 2–5 3–5 3–6 3–7 3–8 | P. Stastny (C. Smith, M. Hunwick) — 11 min 53 s T. J. Oshie (T. Stapleton) — 12 min 43 s N. Thompson (R. Carter) — 25 min 45 s A. Galchenyuk (C. Smith, P. Stastny) — 37 min 31 s R. Carter — 42 min 55 s (IN) J. Trouba (C. Smith, P. Stastny) — 48 min 11 s (SN) D. Moss (C. Smith) — 49 min 56 s P. Stastny (C. Smith, C. Butler) — 50 min 7 s | Arbitrage : Lars Brüggemann Brent Reiber Roger Arm Jesse Wilmot |
| Ilia Bryzgalov Semion Varlamov | Gardiens | John Gibson                                 | | Arbitrage : Lars Brüggemann Brent Reiber Roger Arm Jesse Wilmot |
| 4 min                          | Pénalités | 8 min                                       | | Arbitrage : Lars Brüggemann Brent Reiber Roger Arm Jesse Wilmot |
| 34                             | Tirs | 31                                          | | Arbitrage : Lars Brüggemann Brent Reiber Roger Arm Jesse Wilmot |

| 16 mai | Suisse | 2-1 (1-0, 1-0, 0-1) | Tchéquie | Ericsson Globe 2 237 spectateurs |

| Feuille de match | Feuille de match                                                                                        | Feuille de match | Feuille de match                                       | Feuille de match                                                             |
| ---------------- | --- | ---------------- | ------------------------------------------------------ | ---------------------------------------------------------------------------- |
|                  | D. Hollenstein (S. Blindenbacher, R. Suri) — 5 min 45 s R. Josi (R. Gardner, R. Diaz) — 33 min 8 s (SN) | 1–0 2–0 2–1      | Z. Kutlák (T. Plekanec, J. Voráček) — 45 min 29 s (SN) | Arbitrage : Konstantin Olenine Marcus Vinnerborg Jimmy Dahmen André Schrader |
| Martin Gerber    | Gardiens                                                                                                | Ondřej Pavelec   |                                                        | Arbitrage : Konstantin Olenine Marcus Vinnerborg Jimmy Dahmen André Schrader |
| 12 min           | Pénalités                                                                                               | 6 min            |                                                        | Arbitrage : Konstantin Olenine Marcus Vinnerborg Jimmy Dahmen André Schrader |
| 32               | Tirs | 34               |                                                        | Arbitrage : Konstantin Olenine Marcus Vinnerborg Jimmy Dahmen André Schrader |

| 16 mai | Finlande | 4-3 (3-0, 0-2, 1-1) | Slovaquie | Hartwall Arena 9 520 spectateurs |

| Feuille de match | Feuille de match | Feuille de match            | Feuille de match | Feuille de match                                                      |
| ---------------- | --- | --------------------------- | --- | --------------------------------------------------------------------- |
|                  | O. Väänänen — 1 min 31 s P. Kontiola (J. Pesonen, J. Aaltonen) — 9 min 49 s P. Kontiola (J. Aaltonen) — 15 min 44 s J. Aaltonen (P. Kontiola, J. Pesonen) — 48 min 13 s | 1–0 2–0 3–0 3–1 3–2 3-3 4-3 | M. Miklík (B. Mezei, R. Kukumberg) — 25 min 3 s A. Sekera (B. Mezei, L. Hudáček) — 32 min 17 s T. Surovy (B. Radivojevic, B. Mezei) — 40 min 30 s | Arbitrage : Antonín Jeřábek Keith Kaval Petr Blumel Jonathan Morisson |
| Antti Raanta     | Gardiens | Rastislav Staňa             | | Arbitrage : Antonín Jeřábek Keith Kaval Petr Blumel Jonathan Morisson |
| 8 min            | Pénalités | 10 min                      | | Arbitrage : Antonín Jeřábek Keith Kaval Petr Blumel Jonathan Morisson |
| 25               | Tirs | 36                          | | Arbitrage : Antonín Jeřábek Keith Kaval Petr Blumel Jonathan Morisson |

| 16 mai | Canada | 2-3 (TB) (0-0, 1-0, 1-2, 0-0, 0-1) | Suède | Ericsson Globe 11 153 spectateurs |

| Feuille de match | Feuille de match                                                                      | Feuille de match    | Feuille de match | Feuille de match                                                               |
| ---------------- | ------------------------------------------------------------------------------------- | ------------------- | --- | ------------------------------------------------------------------------------ |
|                  | S. Stamkos (S. Robidas, A. Ladd) — 20 min 45 s (SN) C. Giroux (A. Ladd) — 50 min 50 s | 1–0 1–1 1–2 2–2 2-3 | N. Danielsson (H. Sedin, D. Sedin) — 45 min 41 s (SN) N. Danielsson (D. Sedin, H. Sedin) — 49 min 35 s (SN) F. Pettersson | Arbitrage : Viatcheslav Boulanov Jyri Rönn Pierre Dehaen Christopher Woodworth |
| Mike Smith       | Gardiens                                                                              | Jhonas Enroth       | | Arbitrage : Viatcheslav Boulanov Jyri Rönn Pierre Dehaen Christopher Woodworth |
| 8 min            | Pénalités                                                                             | 29 min              | | Arbitrage : Viatcheslav Boulanov Jyri Rönn Pierre Dehaen Christopher Woodworth |
| 43               | Tirs                                                                                  | 33                  | | Arbitrage : Viatcheslav Boulanov Jyri Rönn Pierre Dehaen Christopher Woodworth |

#### Demi-finales
| 18 mai | Finlande | 0-3 (0-1, 0-1, 0-1) | Suède | Ericsson Globe 11 674 spectateurs |

| Feuille de match | Feuille de match | Feuille de match | Feuille de match | Feuille de match                                                        |
| ---------------- | ---------------- | ---------------- | --- | ----------------------------------------------------------------------- |
|                  |                  | 0-1 0-2 0-3      | L. Eriksson (H. Sedin, D. Sedin) — 10 min 33 s (SN) L. Eriksson (H. Sedin , D. Sedin) — 36 min 13 s (SN) H. Sedin (L. Eriksson, H. Tallinder) — 59 min 37 s (CV) | Arbitrage : Konstantin Olenine Brent Reiber Ivan Dedioulia Jesse Wilmot |
| Antti Raanta     | Gardiens         | Jhonas Enroth    | | Arbitrage : Konstantin Olenine Brent Reiber Ivan Dedioulia Jesse Wilmot |
| 8 min            | Pénalités        | 4 min            | | Arbitrage : Konstantin Olenine Brent Reiber Ivan Dedioulia Jesse Wilmot |
| 30               | Tirs             | 31               | | Arbitrage : Konstantin Olenine Brent Reiber Ivan Dedioulia Jesse Wilmot |

| 18 mai | Suisse | 3-0 (0-0, 1-0, 2-0) | États-Unis | Ericsson Globe 7 136 spectateurs |

| Feuille de match | Feuille de match | Feuille de match | Feuille de match | Feuille de match                                                          |
| ---------------- | --- | ---------------- | ---------------- | ------------------------------------------------------------------------- |
|                  | N. Niederreiter (M. Plüss) — 30 min 1 s J. Walker (S. Moser, P. Furrer) — 50 min 11 s R. Suri (N. Niederreiter) — 59 min 41 s (CV) | 1-0 2-0 3-0      |                  | Arbitrage : Lars Brüggemann Antonín Jeřábek Chris Carlson Sakari Suominen |
| Reto Berra       | Gardiens | John Gibson      |                  | Arbitrage : Lars Brüggemann Antonín Jeřábek Chris Carlson Sakari Suominen |
| 4 min            | Pénalités | 8 min            |                  | Arbitrage : Lars Brüggemann Antonín Jeřábek Chris Carlson Sakari Suominen |
| 31               | Tirs | 29               |                  | Arbitrage : Lars Brüggemann Antonín Jeřábek Chris Carlson Sakari Suominen |

#### Match pour la troisième place
| 19 mai | Finlande | 2-3 (TB) (0-2, 0-0, 2-0, 0-0, 0-1) | États-Unis | Ericsson Globe 6 836 spectateurs |

| Feuille de match | Feuille de match                                                                                              | Feuille de match    | Feuille de match                                                                                             | Feuille de match                                                    |
| ---------------- | --- | ------------------- | --- | ------------------------------------------------------------------- |
|                  | L. Korpikoski (O. Väänänen, M. Granlund) — 48 min 56 s L. Korpikoski (M. Granlund, P. Kontiola) — 52 min 18 s | 0–1 0–2 1-2 2-2 2-3 | C. Smith (P. Stastny, D. Moss) — 58 s P. Stastny (J. Trouba, C. Smith) — 15 min 58 s (SN) A. Galchenyuk (TB) | Arbitrage : Brent Reiber Marcus Vinnerborg Roger Arm André Schrader |
| Antti Raanta     | Gardiens | John Gibson         | | Arbitrage : Brent Reiber Marcus Vinnerborg Roger Arm André Schrader |
| 2 min            | Pénalités | 0 min               | | Arbitrage : Brent Reiber Marcus Vinnerborg Roger Arm André Schrader |
| 38               | Tirs | 26                  | | Arbitrage : Brent Reiber Marcus Vinnerborg Roger Arm André Schrader |

#### Finale
| 19 mai | Suisse | 1-5 (1-2, 0-0, 0-3) | Suède | Ericsson Globe 12 500 spectateurs |

| Feuille de match | Feuille de match                 | Feuille de match        | Feuille de match | Feuille de match                                                           |
| ---------------- | -------------------------------- | ----------------------- | --- | -------------------------------------------------------------------------- |
|                  | R. Josi (J. Walker) — 4 min 45 s | 1-0 1-1 1-2 1–3 1–4 1–5 | E. Gustafsson (F. Pettersson, J. Lundqvist) — 8 min 42 s H. Sedin — 11 min 38 s (SN) S. Hjalmarsson (G. Landeskog) — 47 min 13 s L. Eriksson (H. Sedin) — 55 min 37 s H. Sedin — 56 min 36 s (CV) | Arbitrage : Antonín Jeřábek Konstantin Olenine Ivan Dedioulia Jesse Wilmot |
| Martin Gerber    | Gardiens                         | Jhonas Enroth           | | Arbitrage : Antonín Jeřábek Konstantin Olenine Ivan Dedioulia Jesse Wilmot |
| 18 min           | Pénalités                        | 6 min                   | | Arbitrage : Antonín Jeřábek Konstantin Olenine Ivan Dedioulia Jesse Wilmot |
| 27               | Tirs                             | 27                      | | Arbitrage : Antonín Jeřábek Konstantin Olenine Ivan Dedioulia Jesse Wilmot |

### Classement final

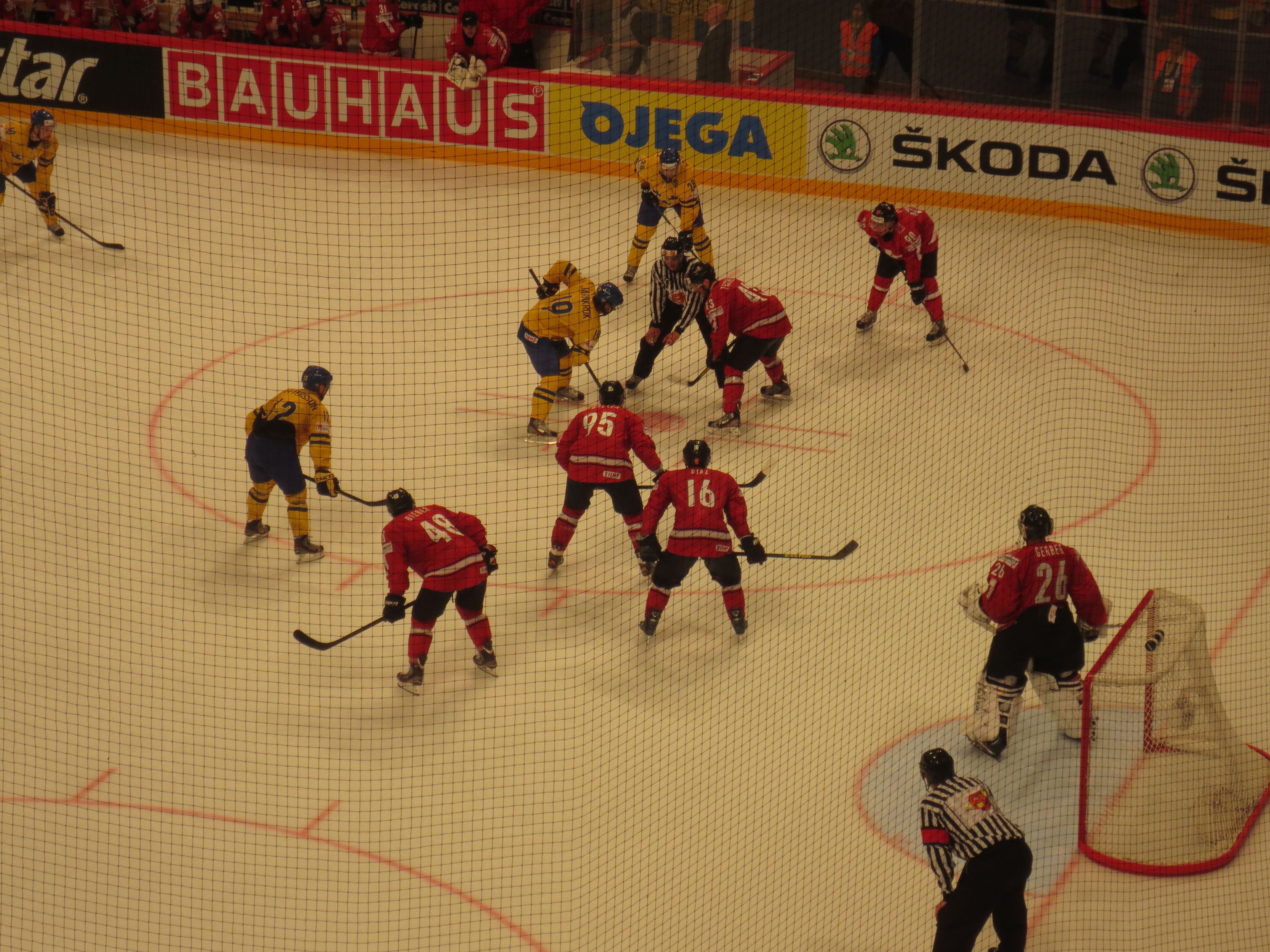
La finale entre la Suède et la Suisse.

| Place              | Équipe      |
| ------------------ | ----------- |
| Médaille d'or      | Suède       |
| Médaille d'argent  | Suisse      |
| Médaille de bronze | États-Unis  |
| 4                  | Finlande    |
| 5                  | Canada      |
| 6                  | Russie      |
| 7                  | Tchéquie    |
| 8                  | Slovaquie   |
| 9                  | Allemagne   |
| 10                 | Norvège     |
| 11                 | Lettonie    |
| 12                 | Danemark    |
| 13                 | France      |
| 14                 | Biélorussie |
| 15                 | Autriche    |
| 16                 | Slovénie    |

### Médaillés
| Champions du monde Suède | Dick Axelsson, Nicklas Danielsson, Alexander Edler, Jhonas Enroth, Jimmie Ericsson, Loui Eriksson, Elias Fälth, Johan Fransson, Petter Granberg, Erik Gustafsson, Johan Gustafsson, Simon Hjalmarsson, Andreas Jämtin, Calle Järnkrok, Gabriel Landeskog, Oscar Lindberg, Joel Lundqvist, Staffan Kronwall, Jacob Markström, Niklas Persson, Fredrik Pettersson, Daniel Sedin, Henrik Sedin, Henrik Tallinder, Martin Thörnberg Entraîneur : Pär Mårts |

| Argent Suisse | Andres Ambühl, Reto Berra, Matthias Bieber, Severin Blindenbacher, Eric Blum, Simon Bodenmann, Luca Cunti, Raphael Diaz, Philippe Furrer, Ryan Gardner, Martin Gerber, Robin Grossmann, Denis Hollenstein, Roman Josi, Thibaut Monnet, Simon Moser, Nino Niederreiter, Martin Plüss, Mathias Seger, Reto Suri, Morris Trachsler, Julien Vauclair, Patrick Von Gunten, Julian Walker Entraîneur : Sean Simpson |

| Bronze États-Unis | Benjamin Bishop, Nick Bjugstad, Bobby Butler, Chris Butler, Matt Carle, Ryan Carter, Justin Faulk, Alex Galchenyuk, John Gibson, Stephen Gionta, Cal Heeter, Matt Hunwick, Erik Johnson, Drew LeBlanc, Danny Kristo, Jamie McBain, David Moss, T. J. Oshie, Aaron Palushaj, Jeff Petry, Craig Smith, Tim Stapleton, Paul Stastny, Nate Thompson, Jacob Trouba Entraîneur : Joe Sacco Entraîneurs assistants : Tim Army, Phil Housley |

### Honneurs individuels
- Meilleur gardien : Jhonas Enroth (Suède)
- Meilleur défenseur : Roman Josi (Suisse)
- Meilleur attaquant : Petri Kontiola (Finlande)
- Équipe type des médias :

| Gardien | Jhonas Enroth (Suède)     | Jhonas Enroth (Suède)     | Jhonas Enroth (Suède)     | Jhonas Enroth (Suède)     | Jhonas Enroth (Suède)    | Jhonas Enroth (Suède)    |
| Défense | Roman Josi (Suisse)       | Roman Josi (Suisse)       | Roman Josi (Suisse)       | Julien Vauclair (Suisse)  | Julien Vauclair (Suisse) | Julien Vauclair (Suisse) |
| Attaque | Petri Kontiola (Finlande) | Petri Kontiola (Finlande) | Paul Stastny (États-Unis) | Paul Stastny (États-Unis) | Henrik Sedin (Suède)     | Henrik Sedin (Suède)     |

- Meilleur joueur (médias) : Roman Josi (Suisse)[71].

### Meilleurs pointeurs
| Joueur             | PJ | B | A  | Pts | +/- | Pun |
| ------------------ | -- | - | -- | --- | --- | --- |
| Petri Kontiola     | 10 | 8 | 8  | 16  | +6  | 8   |
| Paul Stastny       | 10 | 7 | 8  | 15  | +7  | 6   |
| Craig Smith        | 10 | 4 | 10 | 14  | +5  | 18  |
| Ilia Kovaltchouk   | 8  | 8 | 5  | 13  | +5  | 29  |
| Steven Stamkos     | 8  | 7 | 5  | 12  | +6  | 6   |
| Juhamatti Aaltonen | 10 | 4 | 7  | 11  | +3  | 4   |
| Aleksandr Radoulov | 8  | 5 | 5  | 10  | +4  | 4   |
| Loui Eriksson      | 10 | 5 | 5  | 10  | +4  | 0   |
| Henrik Sedin       | 4  | 4 | 5  | 9   | +4  | 2   |
| Roman Josi         | 10 | 4 | 5  | 9   | +2  | 4   |

### Meilleurs gardiens de but
| Joueur         | Min          | Arr | BC   | Moy | %Arr  | Bl |
| -------------- | ------------ | --- | ---- | --- | ----- | -- |
| Jhonas Enroth  | 418 min 29 s | 8   | 1,15 | 183 | 95,63 | 2  |
| John Gibson    | 308 min 0 s  | 8   | 1,56 | 164 | 95,12 | 1  |
| Mike Smith     | 255 min 0 s  | 7   | 1,65 | 126 | 94,44 | 1  |
| Rob Zepp       | 302 min 5 s  | 9   | 1,79 | 153 | 94,12 | 2  |
| Ondřej Pavelec | 296 min 36 s | 7   | 1,42 | 112 | 93,75 | 1  |

## Division 1A
Elle se déroule à Budapest du 14 au 20 avril 2013. Les deux premiers accèdent à l'élite pour l'édition 2014 alors que le dernier est relégué en division 1B.
| Date     | Équipe          | Score      | Équipe          | Score par période       |
| -------- | --------------- | ---------- | --------------- | ----------------------- |
| 14 avril | Japon           | 2-5        | Kazakhstan      | 1-1, 1-2, 0-2           |
| 14 avril | Corée du Sud    | 0-4        | Italie          | 0-1, 0-2, 0-1           |
| 14 avril | Grande-Bretagne | 2-4        | Hongrie         | 1-0, 1-,3 1-0           |
| 15 avril | Italie          | 4-1        | Japon           | 1-0, 2-0, 1-1           |
| 15 avril | Kazakhstan      | 5-0        | Grande-Bretagne | 2-0, 1-0, 2-0           |
| 15 avril | Hongrie         | 4-5 t.a.b. | Corée du Sud    | 3-0, 1-1, 0-3, 0-0, 0-1 |
| 17 avril | Corée du Sud    | 5-6        | Japon           | 0-1, 3-3, 2-2           |
| 17 avril | Italie          | 5-1        | Grande-Bretagne | 1-1, 1-0, 3-0           |
| 17 avril | Kazakhstan      | 1-2        | Hongrie         | 0-0, 1-1, 0-1           |
| 19 avril | Kazakhstan      | 4-2        | Corée du Sud    | 3-0, 1-0, 0-2           |
| 19 avril | Japon           | 4-1        | Grande-Bretagne | 1-0, 1-0, 2-1           |
| 19 avril | Hongrie         | 1-2        | Italie          | 1-1, 0-0, 0-1           |
| 20 avril | Grande-Bretagne | 1-4        | Corée du Sud    | 1-0, 0-3, 0-1           |
| 20 avril | Italie          | 0-3        | Kazakhstan      | 0-1, 0-1, 0-1           |
| 20 avril | Hongrie         | 1-0        | Japon           | 1-0, 0-0, 0-0           |

| Clt   | Équipe          | PJ | V | VP | D | DP | BP | BC | Diff | Pts |
| ----- | --------------- | -- | - | -- | - | -- | -- | -- | ---- | --- |
| +001, | Kazakhstan      | 5  | 4 | 0  | 1 | 0  | 18 | 6  | +12  | 12  |
| +002, | Italie          | 5  | 4 | 0  | 1 | 0  | 15 | 6  | +9   | 12  |
| +003, | Hongrie         | 5  | 3 | 0  | 1 | 1  | 12 | 10 | +2   | 10  |
| +004, | Japon           | 5  | 2 | 0  | 3 | 0  | 13 | 16 | -3   | 6   |
| +005, | Corée du Sud    | 5  | 1 | 1  | 3 | 0  | 16 | 19 | -3   | 5   |
| +006, | Grande-Bretagne | 5  | 0 | 0  | 5 | 0  | 5  | 22 | -17  | 0   |

- Accession à la division élite
- Relégué en division 1B

## Division 1B
Elle se déroule à Donetsk du 15 au 21 avril 2013. Le premier accède à la Division 1A pour l'édition 2014 alors que le dernier est relégué en division 2.
| Date     | Équipe   | Score    | Équipe   | Score par période  |
| -------- | -------- | -------- | -------- | ------------------ |
| 14 avril | Pays-Bas | 5-4      | Estonie  | 2-0, 2-3, 1-1      |
| 14 avril | Pologne  | 5-0      | Lituanie | 1-0, 2-0, 2-0      |
| 14 avril | Ukraine  | 8-1      | Roumanie | 1-0, 5-0, 2-1      |
| 15 avril | Lituanie | 3-5      | Pays-Bas | 1-2, 1-2, 1-1      |
| 15 avril | Roumanie | 1-6      | Pologne  | 1-0, 0-3, 0-3      |
| 15 avril | Estonie  | 1-8      | Ukraine  | 1-2, 0-2, 0-4      |
| 17 avril | Estonie  | 3-6      | Roumanie | 1-2, 2-2, 0-2      |
| 17 avril | Pologne  | 3-1      | Pays-Bas | 1-1, 1-0, 1-0      |
| 17 avril | Ukraine  | 7-0      | Lituanie | 2-0, 2-0, 3-0      |
| 18 avril | Pologne  | 5-3      | Estonie  | 1-0, 2-2, 2-1      |
| 18 avril | Roumanie | 2-1      | Lituanie | 1-0, 0-1, 1-0      |
| 18 avril | Pays-Bas | 2-3 a.p. | Ukraine  | 2-0, 0-2, 0-0, 0-1 |
| 20 avril | Pays-Bas | 6-2      | Roumanie | 3-0, 1-1, 2-1      |
| 20 avril | Lituanie | 12-3     | Estonie  | 1-1, 3-2, 8-0      |
| 20 avril | Ukraine  | 4-3      | Pologne  | 0-2, 3-0, 1-1      |

| Clt   | Équipe   | PJ | V | VP | D | DP | BP | BC | Diff | Pts |
| ----- | -------- | -- | - | -- | - | -- | -- | -- | ---- | --- |
| +001, | Ukraine  | 5  | 4 | 1  | 0 | 0  | 30 | 7  | +23  | 14  |
| +002, | Pologne  | 5  | 4 | 0  | 1 | 0  | 22 | 9  | +13  | 12  |
| +003, | Pays-Bas | 5  | 3 | 0  | 1 | 1  | 19 | 15 | +4   | 10  |
| +004, | Roumanie | 5  | 2 | 0  | 3 | 0  | 12 | 24 | -12  | 6   |
| +005, | Lituanie | 5  | 1 | 0  | 4 | 0  | 16 | 22 | -6   | 3   |
| +006, | Estonie  | 5  | 0 | 0  | 5 | 0  | 14 | 36 | -22  | 0   |

- Accession à la division 1A
- Relégué en division 2A

## Division 2A
Elle se déroule à Zagreb du 12 au 18 avril 2013. Le premier accède à la division 1B pour l'édition 2014 alors que le dernier est relégué en division 2B.
| Date     | Équipe    | Score      | Équipe    | Score par période       |
| -------- | --------- | ---------- | --------- | ----------------------- |
| 14 avril | Belgique  | 4-1        | Islande   | 2-0, 1-1, 1-0           |
| 14 avril | Croatie   | 3-1        | Australie | 1-1, 1-0, 1-0           |
| 14 avril | Espagne   | 3-4        | Serbie    | 1-1, 1-1, 1-2           |
| 15 avril | Australie | 2-3 t.a.b. | Islande   | 1-2, 0-0, 1-0, 0-0, 0-1 |
| 15 avril | Serbie    | 0-4        | Belgique  | 0-1, 0-0, 0-3           |
| 15 avril | Espagne   | 2-6        | Croatie   | 0-4, 1-1, 1-1           |
| 17 avril | Australie | 3-5        | Serbie    | 1-2, 0-3, 2-0           |
| 17 avril | Espagne   | 3-6        | Belgique  | 0-3, 0-1, 3-2           |
| 17 avril | Croatie   | 6-1        | Islande   | 1-0, 0-0, 5-1           |
| 19 avril | Islande   | 6-3        | Espagne   | 1-1, 1-1, 4-1           |
| 19 avril | Belgique  | 1-3        | Australie | 0-1, 1-0, 0-2           |
| 19 avril | Serbie    | 4-6        | Croatie   | 0-2, 3-3, 1-1           |
| 20 avril | Australie | 4-1        | Espagne   | 2-0, 1-0, 1-1           |
| 20 avril | Islande   | 5-1        | Serbie    | 1-0, 2-1, 2-0           |
| 20 avril | Croatie   | 6-0        | Belgique  | 2-0, 0-0, 4-0           |

| Clt   | Équipe    | PJ | V | VP | D | DP | BP | BC | Diff | Pts |
| ----- | --------- | -- | - | -- | - | -- | -- | -- | ---- | --- |
| +001, | Croatie   | 5  | 5 | 0  | 0 | 0  | 27 | 8  | +19  | 15  |
| +002, | Belgique  | 5  | 3 | 0  | 2 | 0  | 15 | 13 | +2   | 9   |
| +003, | Islande   | 5  | 2 | 1  | 2 | 0  | 16 | 16 | 0    | 8   |
| +004, | Australie | 5  | 2 | 0  | 2 | 1  | 13 | 13 | 0    | 7   |
| +005, | Serbie    | 5  | 2 | 0  | 3 | 0  | 14 | 21 | -7   | 6   |
| +006, | Espagne   | 5  | 0 | 0  | 5 | 0  | 12 | 26 | -14  | 0   |

- Accession à la division 1B
- Relégué en division 2B

## Division 2B
Elle se déroule à Izmit du 21 au 27 avril 2013. Le premier accède à la division 2A pour l'édition 2014 alors que le dernier est relégué en division 3.
| Date     | Équipe           | Score    | Équipe           | Score par période  |
| -------- | ---------------- | -------- | ---------------- | ------------------ |
| 21 avril | Bulgarie         | 5-10     | Nouvelle-Zélande | 1-3, 2-3, 2-4      |
| 21 avril | Chine            | 3-6      | Israël           | 0-3, 2-2, 1-1      |
| 21 avril | Turquie          | 4-6      | Mexique          | 1-3, 0-1, 3-2      |
| 22 avril | Nouvelle-Zélande | 4-2      | Mexique          | 2-1, 1-0, 1-1      |
| 22 avril | Chine            | 9-6      | Bulgarie         | 3-1, 4-1, 2-4      |
| 22 avril | Israël           | 5-3      | Turquie          | 0-1, 2-2, 3-0      |
| 24 avril | Nouvelle-Zélande | 2-3      | Israël           | 0-2, 1-1, 1-0      |
| 24 avril | Bulgarie         | 7-8 a.p. | Mexique          | 2-3, 2-2, 3-2, 0-1 |
| 24 avril | Chine            | 3-2      | Turquie          | 1-0, 1-0, 1-2      |
| 25 avril | Israël           | 13-2     | Bulgarie         | 5-1, 3-1, 5-0      |
| 25 avril | Mexique          | 5-0      | Chine            | 2-0, 2-0, 1-0      |
| 25 avril | Turquie          | 1-2      | Nouvelle-Zélande | 0-0, 1-2, 0-0      |
| 27 avril | Mexique          | 4-3      | Israël           | 0-0, 1-2, 3-1      |
| 27 avril | Bulgarie         | 3-6      | Turquie          | 3-1, 0-2, 0-3      |
| 27 avril | Nouvelle-Zélande | 6-5      | Chine            | 2-1, 0-3, 4-1      |

| Clt   | Équipe           | PJ | V | VP | D | DP | BP | BC | Diff | Pts |
| ----- | ---------------- | -- | - | -- | - | -- | -- | -- | ---- | --- |
| +001, | Israël           | 5  | 4 | 0  | 1 | 0  | 30 | 14 | +16  | 12  |
| +002, | Nouvelle-Zélande | 5  | 4 | 0  | 1 | 0  | 24 | 16 | +8   | 12  |
| +003, | Mexique          | 5  | 3 | 1  | 1 | 0  | 25 | 18 | +7   | 11  |
| +004, | Chine            | 5  | 2 | 0  | 3 | 0  | 20 | 25 | -5   | 6   |
| +005, | Turquie          | 5  | 1 | 0  | 4 | 0  | 16 | 19 | -3   | 3   |
| +006, | Bulgarie         | 5  | 0 | 0  | 4 | 1  | 23 | 46 | -23  | 1   |

- Accession à la division 2A
- Relégué en division 3

## Division 3
Elle se déroule au Cap du 15 au 21 avril 2013. Le premier accède à la division 2B pour l'édition 2014.
| Date     | Équipe              | Score | Équipe              | Score par période |
| -------- | ------------------- | ----- | ------------------- | ----------------- |
| 15 avril | Corée du Nord       | 5-3   | Émirats arabes unis | 3-1, 1-1, 1-1     |
| 15 avril | Grèce               | 3-6   | Irlande             | 1-1, 1-1, 1-4     |
| 15 avril | Luxembourg          | 2-5   | Afrique du Sud      | 0-0, 2-3, 0-2     |
| 16 avril | Émirats arabes unis | 3-4   | Grèce               | 2-1, 0-3, 1-0     |
| 16 avril | Corée du Nord       | 5-2   | Luxembourg          | 2-0, 3-0, 0-2     |
| 16 avril | Afrique du Sud      | 7-4   | Irlande             | 1-0, 3-2, 3-2     |
| 18 avril | Luxembourg          | 5-0   | Irlande             | 0-0, 2-0, 3-0     |
| 18 avril | Corée du Nord       | 7-1   | Grèce               | 1-1, 1-0, 5-0     |
| 18 avril | Afrique du Sud      | 15-0  | Émirats arabes unis | 7-0, 4-0, 4-0     |
| 19 avril | Irlande             | 1-2   | Corée du Nord       | 0-0, 0-1, 1-1     |
| 19 avril | Émirats arabes unis | 1-8   | Luxembourg          | 0-4, 0-3, 1-1     |
| 19 avril | Grèce               | 1-8   | Afrique du Sud      | 0-2, 0-5, 1-1     |
| 21 avril | Luxembourg          | 3-2   | Grèce               | 2-0, 0-1, 1-1     |
| 21 avril | Irlande             | 7-3   | Émirats arabes unis | 3-1, 2-0, 2-2     |
| 21 avril | Afrique du Sud      | 4-1   | Corée du Nord       | 1-0, 1-0, 2-1     |

| Clt   | Équipe              | PJ | V | VP | D | DP | BP | BC | Diff | Pts |
| ----- | ------------------- | -- | - | -- | - | -- | -- | -- | ---- | --- |
| +001, | Afrique du Sud      | 5  | 5 | 0  | 0 | 0  | 39 | 8  | +31  | 15  |
| +002, | Corée du Nord       | 5  | 4 | 0  | 1 | 0  | 20 | 11 | +9   | 12  |
| +003, | Luxembourg          | 5  | 3 | 0  | 2 | 0  | 20 | 13 | +7   | 9   |
| +004, | Irlande             | 5  | 2 | 0  | 3 | 0  | 18 | 20 | -2   | 6   |
| +005, | Grèce               | 5  | 1 | 0  | 4 | 0  | 11 | 27 | -16  | 3   |
| +006, | Émirats arabes unis | 5  | 0 | 0  | 5 | 0  | 10 | 39 | -29  | 0   |

- Accession à la division 2B

### Qualification pour la Division 3
La phase de qualification s'est déroulée aux Émirats arabes unis du 14 au 17 octobre 2012. Les deux premiers, les Émirats arabes unis et la Grèce se sont qualifiés pour l'édition 2013 de la division 3.
| Clt   | Équipe              | PJ | V | VP | D | DP | BP | BC | Diff | Pts |
| ----- | ------------------- | -- | - | -- | - | -- | -- | -- | ---- | --- |
| +001, | Émirats arabes unis | 3  | 3 | 0  | 0 | 0  | 14 | 3  | +11  | 9   |
| +002, | Grèce               | 3  | 2 | 0  | 1 | 0  | 18 | 4  | +14  | 6   |
| +003, | Mongolie            | 3  | 1 | 0  | 2 | 0  | 10 | 8  | +2   | 3   |
| +004, | Géorgie             | 3  | 0 | 0  | 3 | 0  | 1  | 28 | -27  | 0   |

- Qualifié pour le championnat du monde de division 3